# Liste militärischer Einrichtungen und Einheiten in Köln

## Antike

### Vorrömische Zeit
Funde in Köln-Lindenthal lassen auf eine frühe feste Besiedlung um 4500 v. Chr. schließen. Spätestens in der Zeit der Kelten sind zumindest an anderen Orten, z. B. im süddeutschen Manching, die Anlage Oppidum von Manching, starke befestigte Ansiedlungen mit Waffenfunden nachgewiesen. Da Waffen teuer und selten waren und ihr Gebrauch Übung erfordert, sind für Schutzaufgaben und die keltische Kriegsführung ausgebildete Gruppen wahrscheinlich, so auch möglicherweise in Köln. Andererseits sind für Köln keine Funde einer Ansammlung von keltischen oder anderer vorrömischer Waffen oder Rüstungen bekannt.

### Römer, 55 v. Chr. bis ca. 454 n. Chr.
Römische Truppen unter Gaius Iulius Caesar hatten im gallischen Krieg bis 55 v. Chr. die linksrheinischen Gebiete Galliens erobert. Das genaue Datum der Gründung einer römischen Siedlung in Köln ist nicht erwiesen, allgemein wird meist das Jahr 38 v. Chr. angenommen. Bis heute (2013) gibt es keine Nachweise über militärisch genutzte Unterkünfte in Köln. Der Fund frührömischer Militaria am Breslauer Platz im Rahmen des Baus neuer U-Bahn-Strecken in Köln könnte Hinweise geben. Allerdings lag dieses Gebiet außerhalb der römischen Stadtmauer. Am Ende der augusteischen Zeit (nach der Varusschlacht) sollen die 1., 5., 10. und 21. Legion im Sommerlager am Rheinufer gelegen haben, aber wo diese Lager waren, ist nicht bekannt. Die 1. und 20. Legion sollen in einem Lager zusammen auf dem Civitasgebiet der Ubier gelegen haben.
Das Lager Divitia/Deutz ist erstmals für 310 nachgewiesen.
- Köln (Zentrum)
  - Römisches Lager, Sammel-Unterbringung zunächst in Zelten, dann in festen Bauten, u. a. Legio I Germanica von 9 n. Chr. bis 16 n. Chr.,
  - Colonia Claudia Ara Agrippinensium, Unterbringung wahrscheinlich in festen Bauten, u. a. Legio I Germanica von 9 n. Chr. bis 16 n. Chr., Legio XX Valeria Victrix (20. Valerianische Legion mit dem Beinamen „Die Siegreiche“)

- Divitia / Deutz, Sammelunterbringung zunächst in Zelten, dann in festen Bauten, u. a. Legio I Germanica von 9 n. Chr. bis 16 n. Chr., Legio XX Valeria Victrix (20. Valerianische Legion mit dem Beinamen „Die Siegreiche“)
- Flottenkastell Alteburg, Raderthal

Die Bezeichnungen der nachfolgenden Einheiten – Legionen, Kohorten, Alen, Flotte, Numeri, Gardeeinheiten – entstammen römischen Steininschriften aus Köln. Somit ist dies kein sicherer Beweis, dass die Einheit tatsächlich in Köln lag – der Tote bzw. die erwähnte Person hatte aber in jedem Fall eine Beziehung zu dieser Einheit, vom Urlauber bis hin zum Veteranen ortsfremder Einheiten ist alles möglich. 
| Einheiten                                                                | Datierung der Inschrift                         | Einrichtung/Kaserne | Baujahr | Umbenennung/en | Umbau/ten | Stadtteil | Straße | Bild/er | Zustand |
| ------------------------------------------------------------------------ | ----------------------------------------------- | ------------------- | ------- | -------------- | --------- | --------- | ------ | ------- | ------- |
| Legio I Minervia                                                         | 10 – 20                                         |                     |         |                |           |           |        |         |         |
| Legio I Minervia                                                         | 1. Jh. n. Chr. (vielleicht schon kurz vor 89)   |                     |         |                |           |           |        |         |         |
| Legio I Minervia                                                         | 160 / 170                                       |                     |         |                |           |           |        |         |         |
| Legio I Minervia                                                         | 1. bis 2. Hälfte des 3. Jh.                     |                     |         |                |           |           |        |         |         |
| Legio I Minervia pia fidelis                                             | 2. Jh. n. Chr.                                  |                     |         |                |           |           |        |         |         |
| Legio I Minervia pia fidelis                                             | Ende des 2. – Anfang des 3. Jh.                 |                     |         |                |           |           |        |         |         |
| Legio I Minervia pia fidelis                                             | 1. Hälfte des 3. Jh.                            |                     |         |                |           |           |        |         |         |
| Legio II Parthica                                                        | 213–214 od. 234–235                             |                     |         |                |           |           |        |         |         |
| Legio III Augusta                                                        | Mitte des 3. Jh. n. Chr.                        |                     |         |                |           |           |        |         |         |
| Legio V Alaudae                                                          | 1. Hälfte des 1. Jh.                            |                     |         |                |           |           |        |         |         |
| Legio VI Victrix pia fidelis                                             | zwischen 89 und 122                             |                     |         |                |           |           |        |         |         |
| Legio VII Gemina (Pia Fidelis)                                           | 2. Hälfte des 2. – 1. Hälfte des 3. Jh. n. Chr. |                     |         |                |           |           |        |         |         |
| Legio X Gemina                                                           | 70 – 85                                         |                     |         |                |           |           |        |         |         |
| Legio XIIII Gemina                                                       | 1. Hälfte des 1. Jh.                            |                     |         |                |           |           |        |         |         |
| Legio XV Primigenia                                                      | zwischen 39 und 69                              |                     |         |                |           |           |        |         |         |
| Legio XV Primigenia                                                      | 60 – 70                                         |                     |         |                |           |           |        |         |         |
| Legio XVI                                                                | 2. Drittel des 1. Jh. n. Chr.                   |                     |         |                |           |           |        |         |         |
| Legio XX Valeria Victrix                                                 | 1. Drittel des 1. Jh. n. Chr.                   |                     |         |                |           |           |        |         |         |
| Legio XXI Rapax                                                          | letztes Viertel bzw. Drittel des 1. Jh. n. Chr. |                     |         |                |           |           |        |         |         |
| Legio XXII Primigenia                                                    | bald nach 315 n. Chr.                           |                     |         |                |           |           |        |         |         |
| Legio XXII Primigenia                                                    | 80er Jahre des 1. Jh. n. Chr.                   |                     |         |                |           |           |        |         |         |
| Legio XXII Primigenia                                                    | 160 – 170                                       |                     |         |                |           |           |        |         |         |
| Legio XXII Primigenia                                                    | nach 310                                        |                     |         |                |           |           |        |         |         |
| Legio XXII (Primigenia / Deiotariana)                                    | 2. Hälfte des 1. Jh.                            |                     |         |                |           |           |        |         |         |
| Legio XXX Ulpia Victrix                                                  | 2. bis 3. Jh.                                   |                     |         |                |           |           |        |         |         |
| Legio XXX Ulpia Victrix                                                  | 2. Hälfte des 3. Jh. n. Chr.                    |                     |         |                |           |           |        |         |         |
| Legio XXX Ulpia Victrix                                                  | 1. Hälfte des 2. Jh.                            |                     |         |                |           |           |        |         |         |
| Legio XXX Ulpia Victrix                                                  | 164.                                            |                     |         |                |           |           |        |         |         |
| Legio XXX Ulpia Victrix Pia Fidelis                                      | 211                                             |                     |         |                |           |           |        |         |         |
| Legio XXX Ulpia Victrix                                                  | Ende des 2. – 3. Jh. n. Chr.                    |                     |         |                |           |           |        |         |         |
| Legio XXX Ulpia Victrix                                                  | 230 / 240                                       |                     |         |                |           |           |        |         |         |
| Legio XXX                                                                | um 180 n. Chr.                                  |                     |         |                |           |           |        |         |         |
|                                                                          |                                                 |                     |         |                |           |           |        |         |         |
| Ala Afrorum                                                              | Ende 1. / Anfang des 2. Jh.                     |                     |         |                |           |           |        |         |         |
| Ala I Asturum                                                            | Ende des 2. bis 1. Hälfte des 3. Jh.            |                     |         |                |           |           |        |         |         |
| Ala Afrorum; turma des Flavus                                            | spätdomitianische Zeit                          |                     |         |                |           |           |        |         |         |
| Ala Afrorum; turma des Percius Capito                                    | domitianische Zeit                              |                     |         |                |           |           |        |         |         |
| Ala Afrorum, turma des Firmanus                                          | flavische Zeit                                  |                     |         |                |           |           |        |         |         |
| Ala Classiana                                                            | frühestens 2. Hälfte des 2. Jh.                 |                     |         |                |           |           |        |         |         |
| Ala Fida Vindex                                                          | 1. Hälfte 3. Jh.                                |                     |         |                |           |           |        |         |         |
| Ala Indiana (turma des Barbius)                                          | domitianische Zeit                              |                     |         |                |           |           |        |         |         |
| Ala felix Moesicae?                                                      | Ende des 1. Jh. n. Chr.                         |                     |         |                |           |           |        |         |         |
| Ala I Noricorum, turma des Fabius Pudens                                 | flavische Zeit                                  |                     |         |                |           |           |        |         |         |
| Ala I Noricorum, turma des Paterculus                                    | spätdomitianische Zeit                          |                     |         |                |           |           |        |         |         |
| Ala Praetoria (?)                                                        | vorflavische Zeit                               |                     |         |                |           |           |        |         |         |
| Ala Sulpicia, turma des Nepos                                            | domitianische Zeit                              |                     |         |                |           |           |        |         |         |
| Ala Sulpicia                                                             | spätdomitianische Zeit                          |                     |         |                |           |           |        |         |         |
| Ala Sulpicia                                                             | 187                                             |                     |         |                |           |           |        |         |         |
| Ala Moesica felix ?                                                      | domitianische Zeit                              |                     |         |                |           |           |        |         |         |
| Ala I Thracum                                                            | 2. Jh. n. Chr.                                  |                     |         |                |           |           |        |         |         |
| Cohors Alpina                                                            | 1. Hälfte des 1. Jh.                            |                     |         |                |           |           |        |         |         |
| Cohors II Asturum equitata pia fidelis                                   | 2. Viertel des 2. Jh.                           |                     |         |                |           |           |        |         |         |
| Cohors IV Breucorum, centuria des Gaius Indutius Repertus                | Ende des 1. Jh.                                 |                     |         |                |           |           |        |         |         |
| Cohors VIII Breucorum                                                    | 2. Drittel des 1. Jh.                           |                     |         |                |           |           |        |         |         |
| Cohors I Classica pia fidelis, centuria des Ingenuus                     | frühflavische Zeit                              |                     |         |                |           |           |        |         |         |
| Cohors I Classica pia fidelis                                            | 2. Jh.                                          |                     |         |                |           |           |        |         |         |
| Cohors III Delmatarum                                                    | 2. Hälfte des 1. Jh.                            |                     |         |                |           |           |        |         |         |
| Cohors I Flavia                                                          | 2. – 3. Jh.                                     |                     |         |                |           |           |        |         |         |
| Cohors / Ala ?                                                           | 3. Jh.                                          |                     |         |                |           |           |        |         |         |
| Cohors II Varcianarum (Equitata)                                         | Anfang des 2. Jh.                               |                     |         |                |           |           |        |         |         |
| Cohors VI Ingenuorum civium Romanorum                                    | domitianische Zeit                              |                     |         |                |           |           |        |         |         |
| Cohors VI ingenuorum civium Romanorum                                    | Ende 1. – Anfang 2. Jh.                         |                     |         |                |           |           |        |         |         |
| Cohors I Latabicorum et Varcianorum                                      | spätestens frühflavische Zeit                   |                     |         |                |           |           |        |         |         |
| Cohors Lusitanorum                                                       | domitianische Zeit                              |                     |         |                |           |           |        |         |         |
| Cohors ---„nova“;                                                        | erstes Drittel des 3. Jh.                       |                     |         |                |           |           |        |         |         |
| Cohors I Raetorum                                                        | 1. Hälfte des 1. Jh.                            |                     |         |                |           |           |        |         |         |
| Cohors I Thracum Germanica Civium Romanorum                              | domitianische Zeit                              |                     |         |                |           |           |        |         |         |
| Cohors II Varcianorum Equitata                                           | 2. – 3. Jh.                                     |                     |         |                |           |           |        |         |         |
| Cohors Vindelicorum                                                      | frühflavische Zeit (70–89)                      |                     |         |                |           |           |        |         |         |
| Classis (?) pia fidelis                                                  | nach 89 / spätes 1. – 2.                        | Köln Alteburg       |         |                |           |           |        |         |         |
| Classis Germanica pia fidelis, aus der Mannschaft des Nauarchen Euhodius | Ende des 1. Jh. / Anfang des 2. Jh.             |                     |         |                |           |           |        |         |         |
| Classis Germanica pia fidelis                                            | nach 89                                         |                     |         |                |           |           |        |         |         |
| Classis Germania                                                         | erste Hälfte des 1. Jh.                         |                     |         |                |           |           |        |         |         |
|                                                                          |                                                 |                     |         |                |           |           |        |         |         |
| Numerus exploratorum Germanicianorum Divitensium                         | 3. Jh. n. Chr.                                  |                     |         |                |           |           |        |         |         |
| Numerus Gentilium                                                        | letztes Drittel des 4. Jh. n. Chr.              |                     |         |                |           |           |        |         |         |
| Numerus Promotorum (equites promoti)                                     | letztes Drittel des 4. Jh.                      |                     |         |                |           |           |        |         |         |
| Numerus Britonum                                                         | 3. Jahrhundert                                  |                     |         |                |           |           |        |         |         |
| Numerus Brittonum Antoninianus, Legio I Minervia                         | 211 – 222                                       |                     |         |                |           |           |        |         |         |
| numerus exploratorum Batavorum                                           | 239                                             |                     |         |                |           |           |        |         |         |
|                                                                          |                                                 |                     |         |                |           |           |        |         |         |
| Cohors I Flavia Hispanorum pia fidelis / equites e pedites singlares     | 100                                             |                     |         |                |           |           |        |         |         |
|                                                                          |                                                 |                     |         |                |           |           |        |         |         |
| comites domesticorum (Gardetruppe)                                       | 392 – 393                                       |                     |         |                |           |           |        |         |         |
|                                                                          |                                                 |                     |         |                |           |           |        |         |         |
| Gardereiter                                                              | 3. Jh.                                          |                     |         |                |           |           |        |         |         |

### Franken
Die Franken waren ab dem 3. Jahrhundert mit Beginn der Völkerwanderung jahrhundertelang kriegerisch aktiv. Möglicherweise besaßen auch sie Lager mit festen Einheiten.

## Mittelalter 6. bis 15. Jahrhundert
Die Stadtmauer mit Toren, Türmen und Kasematten? wurde von Wachmannschaften bewacht, die vermutlich zeittypisch in Friedenszeiten in ihren Privatquartieren übernachteten. Nachdem die mittelalterliche Kölner Stadtmauer etwa 1200 fertiggestellt war, wurden anschließend die Torburgen errichtet. Vermutlich hatten die Kölner Erzbischöfe eine ständige „Leibwache“; möglicherweise hatten sie eine spezielle Unterkunft.
1096 entstand in Köln ein Sammelplatz für Kreuzritter aus dem niederrheinischen Raum. In Köln plünderten und brandschatzten sie das Judenviertel, bevor sie zum 1. Kreuzzug nach Jerusalem aufbrachen.

## Neuzeit
Gemäß den Beschlüssen der Reichstage 1422 zu Nürnberg und 1521 zu Worms wurde ein Reichsheer aufgestellt. Inwieweit Einheiten davon vor den Roten Funken in Köln existierten, ist nicht bekannt.

### Stadtsoldaten / Rote Funken, 1681 bis 1794
Unterbringung unbekannt, wahrscheinlich zeittypisch in Privatquartieren, insbesondere bei Verstärkungen in Kriegszeiten, Dienstorte aufgeteilt in Torburgen, Rathaus und Neumarkt
Übersicht nach Postenzettel 10. Juni 1770
| Einheiten   | Stationierungs- zeitraum | Einrichtung/Kaserne    | Baujahr | Umbenennung/en | Umbau/ten | Stadtteil | Straße       | Bild/er | Zustand    |
| ----------- | ------------------------ | ---------------------- | ------- | -------------- | --------- | --------- | ------------ | ------- | ---------- |
| 34 Personen | 1770                     | Platz                  |         |                |           | Altstadt  | Rathausplatz |         |            |
| 11 Personen | 1770                     | Markmanns- u. Hafengaß |         |                |           | Altstadt  |              |         |            |
| 7 Personen  | 1770                     | Rheingaß               |         |                |           | Altstadt  |              |         | abgerissen |
| 4 Personen  | 1770                     | Holz-Pfort.            |         |                |           | Altstadt  |              |         |            |
| 4 Personen  | 1770                     | Reckels Kauhl.         |         |                |           | Altstadt  |              |         |            |
| 7 Personen  | 1770                     | Bayen unden            |         |                |           | Altstadt  |              |         |            |
| 4 Personen  | 1770                     | B. Bollwerk. Inv.      |         |                |           | Altstadt  |              |         |            |
| 9 Personen  | 1770                     | Severini               |         |                |           | Altstadt  |              |         |            |
| 8 Personen  | 1770                     | Weyer-Pfort.           |         |                |           | Altstadt  |              |         | abgerissen |
| 4 Personen  | 1770                     | Schaafen-Pfort.        |         |                |           | Altstadt  |              |         |            |
| 10 Personen | 1770                     | Hahnen-Pfort.          |         |                |           | Altstadt  |              |         |            |
| 6 Personen  | 1770                     | Ehren-Pfort.           |         |                |           | Altstadt  |              |         |            |
| 4 Personen  | 1770                     | Friesen-Pfort.         |         |                |           | Altstadt  |              |         |            |
| 9 Personen  | 1770                     | Eigelstein             |         |                |           | Altstadt  |              |         |            |
| 6 Personen  | 1770                     | Cunibertz              |         |                |           | Altstadt  |              |         |            |
| 8 Personen  | 1770                     | Tranckgaß              |         |                |           | Altstadt  |              |         |            |
| 4 Personen  | 1770                     | Neugaß                 |         |                |           | Altstadt  |              |         |            |
| 5 Personen  | 1770                     | Müllengaß              |         |                |           | Altstadt  |              |         |            |
| 5 Personen  | 1770                     | Fisch-Pfort.           |         |                |           | Altstadt  |              |         |            |
| 6 Personen  | 1770                     | An St. Paulus          |         |                |           | Altstadt  |              |         |            |
| 18 Personen | 1770                     | Neumarck.              |         |                |           | Altstadt  |              |         | abgerissen |
| 7 Personen  | 1770                     | Zeughauß.              |         |                |           | Altstadt  |              |         |            |
| 34 Personen | 1770                     | Markmanns- u. Hafengaß |         |                |           | Altstadt  |              |         |            |
| 34 Personen | 1770                     | Markmanns- u. Hafengaß |         |                |           | Altstadt  |              |         |            |

### Französische Besetzung, 1794 bis 1814
1794 wurde das linke Rheinufer von französischen Revolutionstruppen besetzt. Damit begann die Franzosenzeit; sie endete am 14. Januar 1814.
Unterbringung in Privatquartieren, danach in ehemaligen Klöstern (1802 fand eine Verstaatlichung kirchlicher Besitztümer statt)
| Einheiten | Stationierungs- zeitraum | Kaserne                                                       | Baujahr | Umbenennung/en | Umbau/ten | Stadtteil | Straße | Bild/er | Zustand         |
| --------- | ------------------------ | ------------------------------------------------------------- | ------- | -------------- | --------- | --------- | ------ | ------- | --------------- |
|           |                          | Dominikanerkloster, umgebaut zur Dominikanerkaserne           |         |                |           | Neustadt  |        |         | 1889 abgerissen |
|           |                          | Kartäuserkloster, umgebaut zur Kartäuserkaserne bzw. Lazarett |         |                |           | Altstadt  |        |         | Reste erhalten  |

### Preußische Zeit, 1815 bis 1918
1815 wird Köln Preußen zugeschlagen, das den Ausbau der Stadt zur Festung anordnet.
Militär-Wesen 1863
wörtlich zitiert aus: Der Wanderer durch Köln, Eine geschichtliche Beschreibung der Stadt und ihrer sämtlicher Merkwürdigkeiten
Die Militär-Bevölkerung Kölns beträgt durchschnittlich über 6.800 Personen, in welcher Zahl die Besatzung von Deutz, welches überhaupt in militärischer Hinsicht mit Köln ein Ganzes bildet, mit einbegriffen ist. Von höhern Militär-Behörden enthält Köln den Stab der 15. Division, der 29. und 30. Infanterie- und der 15. Kavallerie-Brigade. Außerdem hat Köln eine Kommandantur, (Apostelnkloster 3) eine Festungs-Inspektion (Glockengasse 15), ein Proviant-Amt (Severinstraße 176), eine Garnison-Verwaltung (Neumarkt 2), und ein Garnison-Lazarett. Letzteres (Carthäusergasse 17) enthält 400 Betten….
Die Besatzung von Köln und Deutz besteht gegenwärtig aus dem 1., 2. und 3. Bataillon des rheinischen Infanterie-Regiments Nr. 25, dem 1. und 2. Bataillon Nr. 65, dem 3. Bataillon des ostpreußischen Füsilier-Regiments Nr. 33, dem rheinischen Kürassier-Regiment Nr. 8, der westfälischen Artillerie-Brigade Nr. 7. und dem westfälischen Pionier-Bataillon Nr. 7. — Von dem 1. Bataillon des 2. rheinischen Landwehr-Regiments Nr. 28, bildet die Stadt mit drei Compagnien und der Landkreis mit einer das 1. Bataillon, und befindet sich der Stamm desselben in Köln. Außerdem garnisonieren noch hier unter einem Major stehend zwei berittene und vierzehn Fuß-Gendarmen der 8. Gendarmerie-Brigade, die zu polizeilicher Beihilfe über die ganze Provinz sich verteilt.
| 1863 in Köln stationierte Einheiten und Einrichtungen                           | Stationierungszeit | Kaserne | Baujahr | Umbenennungen/en | Umbau/ten | Stadtteil | Straße             | Bild/er | Zustand |
| ------------------------------------------------------------------------------- | ------------------ | ------- | ------- | ---------------- | --------- | --------- | ------------------ | ------- | ------- |
| Stab 15. Division                                                               |                    |         |         |                  |           |           |                    |         |         |
| Stab 29. Infanterie-Brigade                                                     |                    |         |         |                  |           |           |                    |         |         |
| Stab 30. Infanterie-Brigade                                                     |                    |         |         |                  |           |           |                    |         |         |
| Stab 15. Kavallerie-Brigade                                                     |                    |         |         |                  |           |           |                    |         |         |
| Kommandantur                                                                    |                    |         |         |                  |           |           | Apostelnkloster 3  |         |         |
| Proviant-Amt                                                                    |                    |         |         |                  |           |           | Severinstrasse 176 |         |         |
| Garnison-Verwaltung                                                             |                    |         |         |                  |           |           | Neumarkt 2         |         |         |
| Garnison-Lazarett                                                               |                    |         |         |                  |           |           | Carthäusergasse 17 |         |         |
| 1. Bataillon rheinisches Infanterie-Regiments Nr. 25                            |                    |         |         |                  |           |           |                    |         |         |
| 2. Bataillon rheinisches Infanterie-Regiment Nr. 25                             |                    |         |         |                  |           |           |                    |         |         |
| 3. Bataillon rheinisches Infanterie-Regiment Nr. 25                             |                    |         |         |                  |           |           |                    |         |         |
| 1. Bataillon Rheinisches Infanterie-Regiment Nr. 65                             |                    |         |         |                  |           |           |                    |         |         |
| 2. Bataillon Rheinisches Infanterie-Regiment Nr. 65                             |                    |         |         |                  |           |           |                    |         |         |
| 3. Bataillon ostpreußisches Füsilier-Regiments Nr. 33                           |                    |         |         |                  |           |           |                    |         |         |
| Rheinisches Kürassier-Regiment Nr. 8                                            | 1850–1918          |         |         |                  |           |           |                    |         |         |
| Westfälische Artillerie-Brigade Nr. 7                                           |                    |         |         |                  |           |           |                    |         |         |
| Westfälisches Pionier-Bataillon Nr. 7                                           |                    |         |         |                  |           |           |                    |         |         |
| 1. Bataillon 2. rheinisches Landwehr-Regiments Nr. 28,                          |                    |         |         |                  |           |           |                    |         |         |
| ein Major, zwei berittene und vierzehn Fuß-Gendarmen der 8. Gendarmerie-Brigade |                    |         |         |                  |           |           |                    |         |         |

#### Forts
Innerer Festungsring
Angaben zu den Forts übernommen aus Festungsring Köln
| Einheiten                                 | Stationierungszeit | Kaserne                                    | Baujahr       | Umbenennungen/en                          | Umbau/ten     | Stadtteil | Straße                                      | Bild/er | Zustand |
| ----------------------------------------- | ------------------ | ------------------------------------------ | ------------- | ----------------------------------------- | ------------- | --------- | ------------------------------------------- | ------- | ------- |
|                                           |                    | Rheinschanze                               | 1830          | Fort I                                    | 1841 bis 1847 |           | Oberländer Wall 1                           |         |         |
| Westfälisches Fußartillerieregiment Nr. 7 | ab 1864            | Fort II Großfürst Nicolaus von Russland    | 1816 bis 1821 |                                           |               |           | Bischofsweg/Marktstraße/Am Toten Juden      |         |         |
|                                           |                    | Fort III                                   | 1843 bis 1847 | Festungsgefängnis                         | 1882/85       |           | Bonner Wall 108–110                         |         |         |
|                                           |                    | Fort IV Erbgroßherzog Paul von Mecklenburg | 1822 bis 1825 |                                           | 1833          |           | Eifelstraße, im Volksgarten                 |         |         |
|                                           |                    | Fort V                                     | 1843 bis 1847 | teilweise Integration in Augusta-Hospital | um 1885       |           | Zülpicher Straße 41                         |         |         |
|                                           |                    | Fort VI                                    | 1822 bis 1825 |                                           |               |           | Aachener Straße                             |         |         |
|                                           |                    | Fort VII                                   | 1841 bis 1846 |                                           |               |           | Venloer Straße                              |         |         |
|                                           |                    | Fort VIII Prinz Heinrich von Preußen       | 1822 bis 1825 |                                           |               |           | Gelände des ehemaligen Güterbahnhofs Gereon |         |         |
|                                           |                    | Fort IX                                    | 1843 bis 1847 |                                           |               |           | Escher Straße                               |         |         |
|                                           |                    | Fort X Prinz Wilhelm von Preussen          | 1819 bis 1825 |                                           |               |           | Neusser Wall 33                             |         |         |
|                                           |                    | Fort XI                                    | 1834/35       | Notlazarett im 2.WK                       |               | Holweide  |                                             |         |         |
|                                           |                    | Fort XV                                    | 1845 bis 1846 |                                           |               | Deutz     | Rheinpark                                   |         |         |
|                                           |                    | Fort XIV                                   | 1857 bis 1859 |                                           |               |           | Deutz-Mülheimer Straße                      |         |         |
|                                           |                    | Fort XIII, Fort Rauch                      | 1861 bis 1863 |                                           |               | Deutz     | Siegburger Straße                           |         |         |

Äußerer Festungsring
Angaben zu den Forts weitgehend übernommen aus Festungsring Köln
| Einheiten                                               | Stationierungszeit     | Kaserne   | Baujahr       | Umbenennungen/en | Umbau/ten | Stadtteil    | Straße                                                                            | Bild/er | Zustand |
| ------------------------------------------------------- | ---------------------- | --------- | ------------- | ---------------- | --------- | ------------ | --------------------------------------------------------------------------------- | ------- | ------- |
|                                                         |                        | Fort I    | 1874 bis 1877 |                  |           | Niehl        | Bremerhavener Straße, auf dem jetzigen Fordgelände                                |         |         |
| Personal und Schüler der Fliegerstation Butzweilerhof ? |                        | Fort II   |               |                  |           | Longerich    | Militärringstraße 341, zwischen Bergheimer Weg und Heimersdorfer Straße           |         |         |
| Personal und Schüler der Fliegerstation Butzweilerhof ? |                        | Fort III  |               |                  |           | Ossendorf    | nördlich des Nüssenberger Hofs                                                    |         |         |
| Luftschifferbataillon Nr. 3                             | 1909 bis 28. Juli 1914 | Fort IV   | 1874 bis 1876 |                  |           | Bocklemünd   | Freimersdorfer Weg                                                                |         |         |
|                                                         |                        | Fort V    |               |                  |           | Müngersdorf  | östlich des Robert-Blitzer-Wegs                                                   |         |         |
| Schleswig-Holsteinisches Fußartillerie-Regiment Nr. 9   | ab 1887                | Fort VI   | 1873–1876     |                  |           | Lindenthal   | nördlich der Gleuler Straße                                                       |         |         |
| Schleswig-Holsteinisches Fußartillerie-Regiment Nr. 9   | ab 1887                | Fort VII  | 1874–1877     |                  |           | Zollstock    | östlich der Bundesbahnlinie nach Trier                                            |         |         |
| Westfälisches Fußartillerieregiment Nr. 7               | ab 1864                | Fort VIII | 1874 bis 1877 |                  |           | Rodenkirchen | südöstl. der Militärringstraße, westlich der Straße „zum Forstbotanischen Garten“ |         |         |
|                                                         |                        | Fort IX   | 1877 bis 1880 |                  |           | Westhoven    | Porzer Ringstr.                                                                   |         |         |
|                                                         |                        | Fort X    | 1877 bis 1880 |                  |           | Höhenberg    | Nohlenweg 10                                                                      |         |         |
|                                                         |                        | Fort XI   | 1877 bis 1880 |                  |           | Buchheim     | früher Mülheimer Ring 151, heute Piccoloministraße 1                              |         |         |
|                                                         |                        | Fort XII  | 1877 bis 1880 |                  |           | Stammheim    | westlich der Düsseldorfer Straße, nördlich des Stammheimer Rings                  |         |         |

#### Kasernen
Angaben zur Belegung der Forts weitgehend übernommen aus der Beschriftung der Erinnerungstafeln an gefallene Soldaten in Köln
| Einheiten                                                                     | Stationierungszeit     | Kaserne                                     | Baujahr   | Umbenennungen/en | Umbau/ten | Stadtteil   | Straße             | Bild/er | Zustand |
| ----------------------------------------------------------------------------- | ---------------------- | ------------------------------------------- | --------- | ---------------- | --------- | ----------- | ------------------ | ------- | ------- |
|                                                                               |                        | Arnoldshöhe                                 | 1911      |                  |           |             |                    |         |         |
| Bergisches Feldartillerieregiment Nr. 59,                                     |                        | Barbarakaserne,                             | 1893–1895 |                  |           | Niehl       | Amsterdamer Straße |         |         |
| Feldartillerieregiment Nr. 23                                                 | ab 1899                | Barbarakaserne,                             | 1893–1895 |                  |           | Niehl       | Amsterdamer Straße |         |         |
| Pionier-Bataillon Nr. 24                                                      |                        | Boltensternkaserne                          | 1908      |                  |           | Riehl       | Boltensternstraße  |         |         |
| Kürassierregiment Graf Geßler (Rhein.) Nr. 8                                  | ab 1850                | Deutzer Kaserne                             | 1850      |                  |           | Deutz       |                    |         |         |
|                                                                               | 1814 Umbau aus Kloster | Dominikanerkaserne                          |           |                  |           | Neustadt    |                    |         |         |
|                                                                               |                        | Etzelkaserne                                |           |                  |           | Junkersdorf | Dürener Straße     |         |         |
| III. Feldartillerieregiment Nr. 23 / Bergisches Feldartillerieregiment Nr. 59 | ab 1899                | Fischerkaserne                              | 1893–1895 |                  |           | Niehl       | Amsterdamer Straße |         |         |
| 3. Westfälisches Infanterieregiment Nr. 16                                    | 1902–1918              | Hacketäuerkaserne                           | 1902?     |                  |           | Mülheim     |                    |         |         |
| 10. Rheinisches Infanterieregiment Nr. 161                                    | 1897–1899              | Neumarktkaserne, Hauptwache/Corps de guarde |           |                  |           |             |                    |         |         |
| 5. Westfälisches Infanterieregiment Nr. 53                                    |                        | Kronprinzenkaserne                          | 1893?     |                  |           | Kalk        |                    |         |         |
|                                                                               |                        | Luftschifferkaserne                         | 1913      |                  |           | Ossendorf   |                    |         |         |
| III. Bataillon 5. Westfälisches Infanterieregiment Nr. 53                     | 1897–1918              | Ullrichkaserne                              | 1874–1877 |                  |           |             |                    |         |         |
| III. Bataillon 5. Westfälisches Infanterieregiment Nr. 53                     | 1895–1897              | Weidenbachkaserne                           | 1897?     |                  |           |             |                    |         |         |
| 10. Rheinisches Infanterieregiment Nr. 161                                    | 1912–1918              | Weidenbachkaserne                           | 1897?     |                  |           |             |                    |         |         |
|                                                                               |                        | Ullrichkaserne                              |           |                  |           |             |                    |         |         |
|                                                                               |                        | Zugwegkaserne                               |           |                  |           |             |                    |         |         |
| Pionier-Bataillon Nr. 7 („Westfälisches“)                                     |                        | Kasematte Deutz II und III                  | 1833      |                  |           | Deutz       |                    |         |         |
| 7. königlich-preußische Artilleriebrigade                                     | ab 1865                | Schießplatz Wahn                            | ab 1870   |                  |           |             |                    |         |         |

Die 7. königlich-preußische Artilleriebrigade wurde ab 1817 zunächst in Privatquartieren, ab 1865 teilweise in Zelten, ab 1870 in festen Bauten auf Schießplatz Wahn untergebracht.

#### Militärische Lazarette
vor 1863
| Einheiten | Stationierungszeit | Kaserne   | Baujahr | Umbenennungen/en | Umbau/ten | Stadtteil | Straße | Bild/er | Zustand |
| --------- | ------------------ | --------- | ------- | ---------------- | --------- | --------- | ------ | ------- | ------- |
|           |                    | Deutz     |         |                  |           |           |        |         |         |
|           |                    | Kartäuser |         |                  |           |           |        |         |         |

nach 1863
| Einheiten | Stationierungszeit | Kaserne               | Baujahr        | Umbenennungen/en | Umbau/ten | Stadtteil  | Straße        | Bild/er                             | Zustand |
| --------- | ------------------ | --------------------- | -------------- | ---------------- | --------- | ---------- | ------------- | ----------------------------------- | ------- |
|           |                    | Deutz                 |                |                  |           |            |               |                                     |         |
|           |                    | Kartäuser             | 1794 Besetzung |                  |           |            |               |                                     |         |
|           |                    | Festungslazarett 1    |                |                  |           |            |               |                                     |         |
|           | 1918               | Festungslazarett 3    |                | Kolpinghaus      |           | Lindenthal | Franzstraße 8 | Foto 163822 www.Bilderbuch-Koeln.de |         |
|           |                    | Festungslazarett 4    |                |                  |           |            |               |                                     |         |
|           |                    | Festungslazarett 5    |                |                  |           |            |               |                                     |         |
|           |                    | Festungslazarett 8    |                |                  |           |            |               |                                     |         |
|           |                    | Festungslazarett 9    |                |                  |           |            |               |                                     |         |
|           |                    | Festungslazarett 13   |                |                  |           |            |               |                                     |         |
|           |                    | Festungslazarett X    |                |                  |           |            |               |                                     |         |
|           |                    | Festungslazarett Xiii |                |                  |           |            |               |                                     |         |
|           |                    | Festungslazarett Xvii |                |                  |           |            |               |                                     |         |

#### Alt-Preußische Einheiten
Keine Alt-Preußischen Einheiten dokumentiert, Köln wurde erst 1815 Preußen zugeschlagen.

#### Neu-Preußische Einheiten
| Einheiten                                            | Stationierungszeit | Kaserne         | Baujahr | Umbenennungen/en | Umbau/ten | Stadtteil | Straße | Bild/er | Zustand |
| ---------------------------------------------------- | ------------------ | --------------- | ------- | ---------------- | --------- | --------- | ------ | ------- | ------- |
| Pionier-Bataillon Nr. 7 („Westfälisches“)            |                    |                 |         |                  |           |           |        |         |         |
| Westfälisches Fußartillerieregiment Nr. 7            | ab 1864            |                 |         |                  |           |           |        |         |         |
| 3. Westfälisches Infanterieregiment Nr. 16           |                    |                 |         |                  |           |           |        |         |         |
| 5. Westfälisches Infanterieregiment Nr. 53           |                    |                 |         |                  |           |           |        |         |         |
| 10. Rheinisches Infanterieregiment Nr. 161           |                    |                 |         |                  |           |           |        |         |         |
| 7. königlich-preußische Artilleriebrigade            |                    |                 |         |                  |           |           |        |         |         |
| III. Feldartillerieregiment Nr. 23                   |                    |                 |         |                  |           |           |        |         |         |
| Bergisches Feldartillerieregiment Nr. 59             |                    |                 |         |                  |           |           |        |         |         |
| Schleswig-Holsteinisches Fußartillerieregiment Nr. 9 |                    |                 |         |                  |           |           |        |         |         |
| Kürassierregiment Graf Geßler (Rhein.) Nr. 8         | ab 1850            | Deutzer Kaserne | 1850    |                  |           | Deutz     |        |         |         |

##### Kriegsgefangenenlager
Während des Ersten Weltkriegs wurden an mehreren Stellen wurden Kriegsgefangene untergebracht, zum Beispiel in einem Lager in der Wahner Heide. Angeblich gab es weitere Unterbringungen (wörtlich zitiert nach) Camps de prisonniers français en 1914–1918 in:
| Einheiten                               | Stationierungszeit | Ort nach Urquelle | vermutl Ort | Baujahr | Stadtteil | Straße nach Urquelle | vermutl. Straße real | Bild/er | Zustand |
| --------------------------------------- | ------------------ | ----------------- | ----------- | ------- | --------- | -------------------- | -------------------- | ------- | ------- |
|                                         |                    |                   |             |         | Coln      | Abierring 48         | Ubierring            |         |         |
|                                         |                    |                   |             |         | Coln      | Abierring 48         | Ubierring            |         |         |
|                                         |                    | Aug.Hospital      |             |         | Coln      |                      |                      |         |         |
| Anmerk: Offizier-Kriegsgefangenenlager? |                    |                   |             |         | Deutz     |                      |                      |         |         |
|                                         |                    | Fest.Lazarett VI  |             |         | Coln      |                      |                      |         |         |
|                                         |                    | Fest.Lazarett VII |             |         | Coln      |                      |                      |         |         |
|                                         |                    | Kaie.Aug.Sch      |             |         | Coln      |                      |                      |         |         |
|                                         |                    | Kail              |             |         | Coln      |                      |                      |         |         |
|                                         |                    |                   |             |         | Coln      | Karthausezgasse 7    |                      |         |         |
|                                         |                    |                   |             |         | Coln      | Karthauserwald 34 IV |                      |         |         |
|                                         |                    | Machinenb         |             |         | Coln      |                      |                      |         |         |
|                                         |                    |                   |             |         | Coln      | Mainzerslzassen 34   |                      |         |         |

##### Sonstige Einheiten und Einrichtungen
Auf die Aufzählung der Zwischenwerke, Pulvermagazine etc. wird in diesem Rahmen verzichtet, da sie in der Regel nicht als selbstständige Einrichtungen fungierten.
Es gibt zudem mehrere Schießplätze, z. B. den Schießplatz Wahn und den Kaiser-Wilhelm-Schießplatz in Merheim (rechtsrh.) sowie Übungsplätze in
- der Wahner Heide
- der Mülheimer Heide
- der Merheimer Heide (rrh.)
- im Nüssenberger Busch (?)

### Weimarer Republik, 1918 bis 1936

#### Besatzungstruppen ab 1918
| Einheiten                                  | Stationierungszeit                | Kaserne                         | Baujahr | Umbenennungen/en | Umbau/ten | Stadtteil | Straße        | Bild/er             | Zustand |
| ------------------------------------------ | --------------------------------- | ------------------------------- | ------- | ---------------- | --------- | --------- | ------------- | ------------------- | ------- |
| 1. Kanadische Division                     | 10. Dez. 1918 bis 28. Jan. 1919   |                                 |         |                  |           |           |               |                     |         |
| 2. Kanadische Division                     | 10. Dez. 1918 bis 28. Jan. 1919   |                                 |         |                  |           |           |               |                     |         |
| Hauptquartier 1. Kanadische Division       | 10. Dez. 1918 bis 28. Jan. 1919   |                                 |         |                  |           |           |               |                     |         |
| 1st. Cavalry Division (britisch)           | ab 6. Dez. 1918 bis 28. Jan. 1919 | Barbara-Kaserne                 |         |                  |           | Riehl     |               |                     |         |
| Hauptquartier 1st. Cavalry Division        | ab 6. Dez. 1918 bis 28. Jan. 1919 | Barbara-Kaserne                 |         |                  |           | Riehl     |               |                     |         |
| No 4 Squadron, AFC                         | 7. Dez. bis Mrz. 1919             | Butzweilerhof                   |         |                  |           |           |               | AEG GIV british.jpg |         |
| Band of the Second Tactical Air Force      | um 1952                           | Butzweilerhof                   |         |                  |           |           |               |                     |         |
|                                            | 1918 bis 1920                     | Kaserne Arnoldshöhe             |         |                  |           |           | Bonner Straße |                     |         |
| Hauptquartier Neuseeländische Streitkräfte | 23. Dez. 1918 bis 25. Mrz 1919    |                                 |         |                  |           |           |               |                     |         |
| 2. Brigade (neuseel)                       | bis 25.Mrz.1919                   |                                 |         |                  |           | Mülheim   |               |                     |         |
| Artillerie                                 | ab 26. Dez. 1918 bis 25. Mrz 1919 |                                 |         |                  |           | Mülheim   |               |                     |         |
| Artillerie                                 | ab 26. Dez. 1918 bis 25. Mrz 1919 |                                 |         |                  |           | Deutz     |               |                     |         |
| neuseel. Einheiten                         | 9. Mrz 1919 bis 25. Mrz 1919      |                                 |         |                  |           | Dellbrück |               |                     |         |
| Hacketäuer Kaserne                         | 9. Mrz 1919 bis 25. Mrz 1919      |                                 |         |                  |           | Mülheim   |               |                     |         |
| Kanadische Einheiten                       | ab 1918 bis 1920 / 1926           | Truppenübungsplatz Wahner Heide |         |                  |           |           |               |                     |         |
| Britische Einheiten                        | ab 1918 bis 1920 / 1926           | Truppenübungsplatz Wahner Heide |         |                  |           |           |               |                     |         |
| Britische/Schottische Einheiten            | ab 1919 bis 1926                  | Hacketäuer Kaserne              |         |                  |           | Mülheim   |               |                     |         |
| Französische Einheiten                     | ab 1920 / 1926                    | Truppenübungsplatz Wahner Heide |         |                  |           |           |               |                     |         |
| Belgische Einheit(en) Poststelle ?         | 1921 ?                            |                                 |         |                  |           |           |               |                     |         |

#### Deutsche Einheiten
Auf Grund des Versailler Vertrages war das Rheinland Entmilitarisierte Zone und somit durften in Köln keine deutschen Einheiten stationiert sein. Aber es wurden nach Verhandlungen mit den Siegermächten z. T. kasernierte Polizeieinheiten aufgebaut, die ab 1933 teilweise militärisch strukturiert wurden und ab 1935 bzw. in Köln ab 1936 in die Reichswehr überführt wurden.

### Wehrmacht ab 1936
1936 marschierte die Wehrmacht in Köln im Rahmen der Rheinlandbesetzung in die Entmilitarisierte Zone ein.

#### Einheiten und Einrichtungen
| Einheiten                            | Stationierungszeit | Kaserne | Baujahr   | Umbenennungen/en | Umbau/ten | Stadtteil                    | Straße                                         | Bild/er | Zustand                                                                        |
| ------------------------------------ | ------------------ | --- | --------- | ---------------- | --------- | ---------------------------- | ---------------------------------------------- | ------- | ------------------------------------------------------------------------------ |
|                                      |                    | Flughafen Köln-Butzweilerhof, Einsatzhafen E11/VI, Erweiterungsbauten Flughafengebäude mit Notlandeplatz Nüssenberger Busch (im Zweiten Weltkrieg) | 1936      | Kasernenbau      | 1939      | Ossendorf                    |                                                |         | bis auf Landebahn weitestgehend erhalten                                       |
|                                      |                    | Fliegerkaserne Merheim (Ostheim), Einsatzhafen E12/VI                                                                                              |           |                  |           | früher Ostheim heute Merheim | Ostmerheimer Straße, Wilhelm Griesinger Straße |         | abgerissen, einzelne Gebäude heute in Krankenanstalten Köln-Merheim integriert |
|                                      |                    | Flugplatz Köln-Ostheim |           |                  |           | Ostheim                      |                                                |         |                                                                                |
| I./JG 234                            | ab 1937            | Flugplatz Ostheim |           |                  |           | Ostheim                      |                                                |         |                                                                                |
| I./JG 26 „Schlageter“.               |                    | Flugplatz Ostheim |           |                  |           | Ostheim                      |                                                |         |                                                                                |
| Kommando Koch                        |                    | Flugplatz Ostheim |           |                  |           | Ostheim                      |                                                |         |                                                                                |
| Versuchsnachtjagdstaffel 109 Ostheim | 1941               | Flugplatz Ostheim |           |                  |           | Ostheim                      |                                                |         |                                                                                |
| I./NSG 2                             | ab 1944            | Flugplatz Ostheim |           |                  |           | Ostheim                      |                                                |         |                                                                                |
| Nachtjagdgeschwader 2                | ab 1944            | Flugplatz Ostheim |           |                  |           | Ostheim                      |                                                |         |                                                                                |
| Luftnachrichtenkompanie              | 1937/1938          | Flugplatz Ostheim |           |                  |           | Ostheim                      |                                                |         |                                                                                |
| Baugruppe Horten                     | 1937/1938          | Flugplatz Ostheim |           |                  |           | Ostheim                      |                                                |         |                                                                                |
|                                      |                    | Flughafen Köln/Bonn Einsatzhafen E13/VI |           |                  |           | Wahn                         |                                                |         |                                                                                |
|                                      |                    | Truppenübungsplatz Köln-Wahn |           |                  |           | Wahn                         |                                                |         |                                                                                |
|                                      |                    | Etzel Kaserne | 1936–1939 |                  |           | Junkersdorf                  | Dürener Str. 401                               |         |                                                                                |
|                                      |                    | Flakkaserne Ossendorf | 1935/1936 |                  |           | Ossendorf                    | Butzweilerstr. 1                               |         |                                                                                |
|                                      |                    | Pionierkaserne Dellbrück | 1936      |                  |           | Dellbrück                    | Bergisch-Gladbacher Str.                       |         |                                                                                |
|                                      |                    | Pionierkaserne Unverzagt |           |                  |           | Westhoven                    | In der Westhovener Aue/Kölner Straße           |         |                                                                                |
|                                      |                    | Pionierkaserne Mudra | 1937/1938 |                  |           | Westhoven                    | Kölner Str. 262                                |         |                                                                                |
|                                      |                    | „Nationalsozialistisches Kraftfahrkorps“ (NSKK) | 1933?     | Lüttich-Kaserne  | 1936–1939 | Longerich                    | Militärringstr. 1000                           |         |                                                                                |
|                                      |                    | Landespolizeischule/Motorsportschule für das „Nationalsozialistische Kraftfahrzeugkorps“ (NSKK)                                                    |           | Fort III         | bis 1945  | Ossendorf                    | Militärringstraße Ecke Buschweg                |         |                                                                                |
|                                      |                    | Bahnpolizei ? |           | Fort IV          | bis 1945  | Bocklemünd                   | Freimersdorfer Weg                             |         |                                                                                |

#### Vermutlich weitere Einheiten der Wehrmacht
| Einheiten                                                         | Stationierungszeit | Kaserne | Baujahr | Umbenennungen/en | Umbau/ten | Stadtteil | Straße | Bild/er | Zustand |
| ----------------------------------------------------------------- | ------------------ | ------- | ------- | ---------------- | --------- | --------- | ------ | ------- | ------- |
| Stab 26. Infanterie-Division                                      |                    |         |         |                  |           |           |        |         |         |
| Infanterie-Regiment 77, Stab, 13., 14. Kompanie                   |                    |         |         |                  |           |           |        |         |         |
| I./Infanterie-Regiment 77                                         |                    |         |         |                  |           |           |        |         |         |
| II./Infanterie-Regiment 77                                        |                    |         |         |                  |           |           |        |         |         |
| I. u. II.(E.)/Infanterie-Regiment 77                              |                    |         |         |                  |           |           |        |         |         |
| I./Infanterie-Regiment 78                                         |                    |         |         |                  |           |           |        |         |         |
| II./Infanterie-Regiment 78                                        |                    |         |         |                  |           |           |        |         |         |
| III./Infanterie-Regiment 78                                       |                    |         |         |                  |           |           |        |         |         |
| I./Kavallerie-Schützen-Regiment 4                                 |                    |         |         |                  |           |           |        |         |         |
| I./Schützen-Regiment 4                                            |                    |         |         |                  |           |           |        |         |         |
| I./Artillerie-Regiment 16                                         |                    |         |         |                  |           |           |        |         |         |
| II./Artillerie-Regiment 26                                        |                    |         |         |                  |           |           |        |         |         |
| Pionier-Bataillon 26                                              |                    |         |         |                  |           |           |        |         |         |
| 4.(E.)/Pionier-Bataillon 26                                       |                    |         |         |                  |           |           |        |         |         |
| Pionier-Bataillon 46                                              |                    |         |         |                  |           |           |        |         |         |
| 4.(E.)/Pionier-Bataillon 46                                       |                    |         |         |                  |           |           |        |         |         |
| 5.(E.)/Pionier-Bataillon 46                                       |                    |         |         |                  |           |           |        |         |         |
| Wehrmacht-Nachrichten-Kommandantur Köln                           |                    |         |         |                  |           |           |        |         |         |
| Infanterie-Division Nachrichten-Abteilung 26                      |                    |         |         |                  |           |           |        |         |         |
| 3.(H.)/Nachrichten-Abteilung 26                                   |                    |         |         |                  |           |           |        |         |         |
| 4.(E.)/Nachrichten-Abteilung 26                                   |                    |         |         |                  |           |           |        |         |         |
| 5.(E.)/Nachrichten-Abteilung 26                                   |                    |         |         |                  |           |           |        |         |         |
| Sanitäts-Abteilung 26                                             |                    |         |         |                  |           |           |        |         |         |
| Lazarettabteilung                                                 |                    |         |         |                  |           |           |        |         |         |
| Infanterie-Division Nachrichten-Abteilung 26                      |                    |         |         |                  |           |           |        |         |         |
| Stromsicherungs-Regiment I/VI                                     |                    |         |         |                  |           |           |        |         |         |
| Landesschützen -Bataillon 462                                     |                    |         |         |                  |           |           |        |         |         |
| Landesschützen-Bataillon 906                                      |                    |         |         |                  |           |           |        |         |         |
| Landesschützen-Bataillon 909                                      |                    |         |         |                  |           |           |        |         |         |
| Landesschützen-Regiment 1/VI                                      |                    |         |         |                  |           |           |        |         |         |
| Landesbau-Pionier-Bataillon 7                                     |                    |         |         |                  |           |           |        |         |         |
| Landesschützen-Bataillon 460                                      |                    |         |         |                  |           |           |        |         |         |
| 1./Nahaufklärungs-Gruppe 13                                       |                    |         |         |                  |           |           |        |         |         |
| 3./Nahaufklärungs-Gruppe 13                                       |                    |         |         |                  |           |           |        |         |         |
| III./ Jagdgeschwader 27                                           |                    |         |         |                  |           |           |        |         |         |
| Teile Nachtschlachtgruppe 2                                       |                    |         |         |                  |           |           |        |         |         |
| 7. Flak-Division Köln                                             |                    |         |         |                  |           |           |        |         |         |
| Flakgruppe Köln                                                   |                    |         |         |                  |           |           |        |         |         |
| Flakscheinwerfergruppe Köln                                       |                    |         |         |                  |           |           |        |         |         |
| Flakuntergruppe Mielenforst                                       |                    |         |         |                  |           |           |        |         |         |
| Flakuntergruppe Wesseling                                         |                    |         |         |                  |           |           |        |         |         |
| Flak-Regiment 14                                                  |                    |         |         |                  |           |           |        |         |         |
| I./Flak-Regiment 19                                               |                    |         |         |                  |           |           |        |         |         |
| I./Flak-Regiment 74                                               |                    |         |         |                  |           |           |        |         |         |
| Flakscheinwerfer-Regiment 84                                      |                    |         |         |                  |           |           |        |         |         |
| Reserve-Flakscheinwerfer-Abteilung 130                            |                    |         |         |                  |           |           |        |         |         |
| Reserve-Flakscheinwerfer-Abteilung 159                            |                    |         |         |                  |           |           |        |         |         |
| Reserve-Flakscheinwerfer-Abteilung 270                            |                    |         |         |                  |           |           |        |         |         |
| schwere Flak-Abteilung 331                                        |                    |         |         |                  |           |           |        |         |         |
| Reserve-Flakscheinwerfer-Abteilung 408                            |                    |         |         |                  |           |           |        |         |         |
| Reserve-Flakscheinwerfer-Abteilung 438                            |                    |         |         |                  |           |           |        |         |         |
| schwere Flak-Abteilung 371                                        |                    |         |         |                  |           |           |        |         |         |
| schwere Flak-Abteilung 372                                        |                    |         |         |                  |           |           |        |         |         |
| Flak-Abteilung 404                                                |                    |         |         |                  |           |           |        |         |         |
| schwere Flak-Abteilung 465                                        |                    |         |         |                  |           |           |        |         |         |
| schwere Flak-Abteilung 666                                        |                    |         |         |                  |           |           |        |         |         |
| schwere Flak-Batterie (trop.) 127/VI                              |                    |         |         |                  |           |           |        |         |         |
| 4./schwere Flak-Abteilung 246                                     |                    |         |         |                  |           |           |        |         |         |
| leichte Flak-Batterie z. b. V. 2021                               |                    |         |         |                  |           |           |        |         |         |
| Luftnachrichten-Abteilung 127                                     |                    |         |         |                  |           |           |        |         |         |
|                                                                   |                    |         |         |                  |           |           |        |         |         |
| Sanitäts-Staffel                                                  |                    |         |         |                  |           |           |        |         |         |
| Heeresfachschule (V.W.)                                           |                    |         |         |                  |           |           |        |         |         |
| Heeresfachschule (V.)                                             |                    |         |         |                  |           |           |        |         |         |
| 526. Infanterie-Division                                          |                    |         |         |                  |           |           |        |         |         |
| Division Nr. 156                                                  |                    |         |         |                  |           |           |        |         |         |
| Infanterie-Ersatz-Regiment                                        |                    |         |         |                  |           |           |        |         |         |
| Grenadier-Ersatz-bzw.Ausbildungs-Bataillon 306                    |                    |         |         |                  |           |           |        |         |         |
| Grenadier-Ersatz-bzw.Ausbildungs-Bataillon 365                    |                    |         |         |                  |           |           |        |         |         |
| Nachrichten-Ersatz-Abteilung 26                                   |                    |         |         |                  |           |           |        |         |         |
| Fallschirm-Jäger-Ersatz- u. Ausbildungs-Bataillon Köln            |                    |         |         |                  |           |           |        |         |         |
| Infanterie-Ersatz-Bataillon 317                                   |                    |         |         |                  |           |           |        |         |         |
| Infanterie-Ersatz-Bataillon 365                                   |                    |         |         |                  |           |           |        |         |         |
| Infanterie-Ersatz-Bataillon 365                                   |                    |         |         |                  |           |           |        |         |         |
| Panzer-Nachrichten-Ersatz-Abteilung 26                            |                    |         |         |                  |           |           |        |         |         |
| Infanterie-Ersatz-Bataillon 317                                   |                    |         |         |                  |           |           |        |         |         |
| Grenadier-Ersatz-Bataillon 317                                    |                    |         |         |                  |           |           |        |         |         |
| Grenadier-Ersatz-bzw. Ausbildungs-Bataillon 317                   |                    |         |         |                  |           |           |        |         |         |
| Infanterie-Ersatz-Regiment 211                                    |                    |         |         |                  |           |           |        |         |         |
| Grenadier-Ersatz-Regiment 211                                     |                    |         |         |                  |           |           |        |         |         |
| Infanterie-Ersatz-Bataillon 77                                    |                    |         |         |                  |           |           |        |         |         |
| Infanterie-Ersatz-Bataillon 306                                   |                    |         |         |                  |           |           |        |         |         |
| Infanterie-Geschütz-Ersatz-Kompanie 211                           |                    |         |         |                  |           |           |        |         |         |
|                                                                   |                    |         |         |                  |           |           |        |         |         |
| Standortältester Köln                                             |                    |         |         |                  |           |           |        |         |         |
| Kommandeur der Pioniertruppen VI (Köln-Porz)                      |                    |         |         |                  |           |           |        |         |         |
| Wehrkreisarzt VI mit Stud.Abteilung (med.) und Sanitäts-Abteilung |                    |         |         |                  |           |           |        |         |         |
| Heeres-Dienststelle 9                                             |                    |         |         |                  |           |           |        |         |         |
| Transportkommandantur                                             |                    |         |         |                  |           |           |        |         |         |
| Festungs-Inspektion IX                                            |                    |         |         |                  |           |           |        |         |         |
| Schutzbereichsamt                                                 |                    |         |         |                  |           |           |        |         |         |
| Landwehr-Kommando                                                 |                    |         |         |                  |           |           |        |         |         |
| Ausbildungs-Leiter Köln                                           |                    |         |         |                  |           |           |        |         |         |
| Außenstelle d.H.D.St.9                                            |                    |         |         |                  |           |           |        |         |         |
|                                                                   |                    |         |         |                  |           |           |        |         |         |

- Wehrersatz-Inspektion (WK VI. Zuständig für die Wehrbezirke Köln I–III, Bonn, Siegburg, Aachen, Jülich und Düren.)
- Wehrbezirks-Kommando I (WK VI, Wehrersatzbezirk Köln. Zuständig für den Wehrmeldebezirk (Wehrmeldeamt) Köln 1)
- Wehrbezirks-Kommando II (WK VI, Wehrersatzbezirk Köln. Zuständig für den Wehrmeldebezirk (Wehrmeldeamt) Köln 2)
- Wehrbezirks-Kommando III (WK VI, Wehrersatzbezirk Köln. Zuständig für die Wehrmeldebezirke (Wehrmeldeamt) Köln 3, Bergheim und Bergisch Gladbach.)

- Wehrmeldeamt 1 (WK VI, Wehrersatzbezirk Köln I., zuständig für den Stadtkreis Köln)
- Wehrmeldeamt 3 (WK VI, Wehrersatzbezirk Köln II., zuständig für den Stadtkreis Köln)
- Wehrmeldeamt 3 (WK VI, Wehrersatzbezirk Köln III., zuständig für den Landkreis Köln)
- Wehrmachtfürsorge- und Versorgungsamt

- Wehrmachfürsorgeoffizier A
- Wehrmachfürsorgeoffizier B
- Wehrwirtschaftsstelle Bez.Köln

- Heeres-Nebenzeugamt m.H.R.Ma.

- Gericht der 26. Division

- Ev. Standortpfarramt

- Ev. Standortpfarrer

- Kath. Standortpfarrer
- Heeres-Standort-Verwaltung

- Heeres-Verpflegung Hauptamt

- Heeres-Bauamt

- Heeres-Bauamt I u. II
- Festungs-Pionier-Kommandeur IX
- Heimatkraftfahrbezirk VI
- Frontleitstelle Köln

- Heeres-Gebührnisstelle

- Rüstungskommando Köln
- Luftverteidigungskommando 7
- Fluko

Einrichtungen
- Lagerlazarett
- Dulag 6

- Arbeitserziehungslager der SS – „Messeturm“

- Arbeitserziehungslager der SS bei Fa. Vereinigte Westdeutsche Waggonfabriken AG

### Besatzung ab 1945

#### Alliierte Streitkräfte
Am 6. März 1945 wurde das linksrheinische Köln durch Truppen der 3. U.S. Panzerdivision erobert und ab 11. bzw. 14. April 1945 das rechtsrheinische Köln.
| Einheiten                                    | Stationierungszeit | Kaserne     | Baujahr | Umbenennungen/en | Umbau/ten | Stadtteil             | Straße | Bild/er | Zustand |
| -------------------------------------------- | ------------------ | ----------- | ------- | ---------------- | --------- | --------------------- | ------ | ------- | ------- |
| 3. U.S. Panzerdivision                       | ab 6. Mrz 1945     |             |         |                  |           | Köln-Linksrheinisch   |        |         |         |
| U.S. Panzerdivision                          | ab 11. April 1945  |             |         |                  |           | Köln-Rechtssrheinisch |        |         |         |
| US-amerikanische Militärregierung            | ab 9. Mrz 1945     |             |         |                  |           | Köln-Linksrheinisch   |        |         |         |
| Sammelstelle für Displaced Persons, Polen    | ab 9. März 1945    |             |         |                  |           | Junkersdorf           |        |         |         |
| Sammelstelle für Displaced Persons           |                    |             |         |                  |           | Ossendorf             |        |         |         |
| Sammelstelle für Displaced Persons           |                    |             |         |                  |           | Brauweiler            |        |         |         |
| britische Militärregierung                   | ab 21. Juni 1945   |             |         |                  |           |                       |        |         |         |
| Radiosender der britischen Streitkräfte BFN  | ab Januar 1954     | Villa Tietz |         | BFBS             |           | Marienburg            |        |         |         |
| Flughafen Wahn                               | ab 15. Juni 1945   |             |         |                  |           |                       |        |         |         |
| Camp Wahn                                    | ab 15. Juni 1945   |             |         |                  |           |                       |        |         |         |
| Britischer Hoher Kommissar                   | von 1950 bis 1955  |             |         |                  |           | Wahn                  |        |         |         |
| Wasserflugzeug der Royal Navy                |                    |             |         |                  |           |                       |        |         |         |
| Rest-Detachement der britischen Streitkräfte | ab 18. Juli 1957   |             |         |                  |           |                       |        |         |         |

Ab 18. Juli 1957 verblieb von den Alliierten – abgesehen von diplomatischen Einrichtungen – nur noch ein Detachement der britischen Streitkräfte in Köln. 

#### Belgische Streitkräfte
siehe auch Belgische Streitkräfte in Köln und Belgische Streitkräfte in Deutschland
Nach dem Zweiten Weltkrieg marschiert am 15. Mai 1945 als erste die Brigade Piron als Hilfskräfte im Auftrag der britischen Besatzungsarmee in Deutschland ein. Die Belgischen Streitkräfte in Deutschland (nl. Belgische Strijdkrachten in Duitsland BSD, frz. Forces Belges en Allemagne FBA) wurden am südlichen Rand der Britischen Besatzungszone auf einem Gebiet Nordrhein-Westfalens und Hessens zwischen Aachen und Kassel, stationiert.
In Köln zog das belgische Hauptquartier aus Bonn kommend 1949 in die Kaserne Haelen, die ehemalige Etzelkaserne der Wehrmacht, Dürener Str, Köln-Junkersdorf, ein. Es folgten das Generalkonsulat im Belgischen Haus, Maison Belge, Cäcilienstraße, das 1948/49 von der belgischen Regierung erbaut worden war. Dann folgten weitere militärische Einheiten oft bis zum Neu- bzw. Ausbau von Kasernen zunächst in provisorischen Unterkünften.
- Am Rhein wurde auch der ehemalige Pionierhafen der Wehrmacht benutzt, der jedoch immer mehr verlandete.
- In der Wahner Heide entstand an der Stadtgrenze zu Altenrath Kwartier Maj SBH-BEM Legrand.
- In Troisdorf-Spich wurde das Kamp Vlaanderen, später umbenannt in Camp Roi Baudouin-Kamp Koning Boudewijn gebaut.
- In der Wahner Heide und im Königsforst entwickelte sich aus dem vorhandenen Übungsgelände ein großes Truppenübungsgelände einschließlich Schießplatz und Panzerverladungsanlage.
- 1953 zog das Militärgericht der Streitkräfte in die umgebaute Villa Vorster in Marienburg ein.
- Das 1942 von den Nationalsozialisten beschlagnahmte ehemalige Israelitische Asyl für Kranke und Altersschwache an der Ottostraße in Neuehrenfeld wurde als Militärhospital ausgebaut.
- Weiterhin entstanden in Köln die erforderlichen Infrastruktur-Einrichtungen einer ausländischen Großgarnison, auch mit belgischen Kaufhäusern und Kinos. Über einen eigenen Sende- und Empfangsmast bei Bachem für das belgische Fernsehen und weitere Relaisstationen wurden die belgischen Einrichtungen und Wohngebiete mit heimatlichen Informationen versorgt. Die Kinder wurden in fünf Grundschulen in Ossendorf, Dellbrück, Weiden, Rodenkirchen und Westhoven/Eil mit angeschlossenen Kindertagesstätten betreut. Weiterführende Schulen gab es in Form von einem wallonischen Gymnasium in Rösrath, und einem flämischen im Barockschloss Bensberg. Es gab ab 1953 auch eine Militärkantine für belgische Familien außerhalb der Kasernenanlagen in Porz, Helmholtzstraße.
- Panzerrampen entstanden am Rhein in Zündorf und gegenüber in Weiß, gebaut für Flucht und Versorgung im Krisenfall.

##### Kasernen
- Klerken, Erweiterung ?/ Neubau 1947, vormals Flakkaserne Ossendorf
- Haelen, ab 1949?, vormals Etzelkaserne
- Knaeselaere, ab 1951, vormals Landespolizeischule/Motorsportschule, dann Lüttich-Kaserne
- Kwartier Becquevort ab 1946, 1951 umbenannt in Moorslede, vormals Pionierkaserne Dellbrück
- Nieuwport, ab 1953, vormals Mudra
- Brasseur, ab 1951, vormals Unverzagt
- Passendale, Neubau 1951
- OLT. Holm,
- Camp General Leman
- Kamp Schmitz

##### Einheiten und Einrichtungen
| Einheiten | Stationierungszeit                    | Kaserne                      | Baujahr                               | Umbenennungen/en                | Umbau/ten | Stadtteil        | Straße                                             | Bild/er | Zustand |
| --- | ------------------------------------- | ---------------------------- | ------------------------------------- | ------------------------------- | --------- | ---------------- | -------------------------------------------------- | ------- | --- |
| Belgisches Korps Cie HK | 31. Okt. 1949–1996                    | Haelen                       |                                       |                                 |           | Junkersdorf      | Dürener Straße                                     |         | nur Reste erhalten, heute Wohngebiet |
| 2 Linie | Mai 1946 -- ?                         | Haelen                       |                                       |                                 |           | Junkersdorf      | Dürener Straße                                     |         | |
| 5 Linie | 10. Okt. 1946 – 15. Feb. 1947         | Haelen                       |                                       |                                 |           | Junkersdorf      | Dürener Straße                                     |         | |
| 1 Guides | April 1947 – Aug. 1949                | Haelen                       |                                       |                                 |           | Junkersdorf      | Dürener Straße                                     |         | |
| 4 TTr | Okt. 1949–1996                        | Haelen                       |                                       |                                 |           | Junkersdorf      | Dürener Straße                                     |         | |
| 1 Peloton Mecanographique | 1958 ….?                              | Haelen                       |                                       |                                 |           | Junkersdorf      | Dürener Straße                                     |         | |
| Sec Genie | 1951–1960                             | Haelen                       |                                       |                                 |           | Junkersdorf      | Dürener Straße                                     |         | |
| Cie Topo Carto | 1958–1992                             | Haelen                       |                                       |                                 |           | Junkersdorf      | Dürener Straße                                     |         | |
| Comdt RAOC | 1949 -- ?                             | Haelen                       |                                       |                                 |           | Junkersdorf      | Dürener Straße                                     |         | |
| Service Territorial ST FBA | 1958 -- ?                             | Haelen                       |                                       |                                 |           | Junkersdorf      | Dürener Straße                                     |         | |
| Dir des Finances FBA – PDF | 1958-- ?                              | Haelen                       |                                       |                                 |           | Junkersdorf      | Dürener Straße                                     |         | |
| Dir des Achats FBA – SRFA | 1958 -- ?                             | Haelen                       |                                       |                                 |           | Junkersdorf      | Dürener Straße                                     |         | |
| 10 Sec CIC | 1958 -- ?                             | Haelen                       |                                       |                                 |           | Junkersdorf      | Dürener Straße                                     |         | |
| QG 1 Group TTr | 1958 -- ?                             | Haelen                       |                                       |                                 |           | Junkersdorf      | Dürener Straße                                     |         | |
| 22 Cie TTr | 1958-- ?                              | Haelen                       |                                       |                                 |           | Junkersdorf      | Dürener Straße                                     |         | |
| 60 Cie Tpt voitures HK | 1958 -- ?                             | Haelen                       |                                       |                                 |           | Junkersdorf      | Dürener Straße                                     |         | |
| D.S.M. P.C. | 1949 -- ?                             | Haelen                       |                                       |                                 |           | Junkersdorf      | Dürener Straße                                     |         | |
| BPS 7 Militärpost | Dez. 1949–1996                        | Haelen                       |                                       |                                 |           | Junkersdorf      | Dürener Straße                                     |         | |
| Comdt S.T.+A.O. | 1949 -- ?                             | Haelen                       |                                       |                                 |           | Junkersdorf      | Dürener Straße                                     |         | |
| 6 Cie MP 1 Sec | 1949–1996                             | Haelen                       |                                       |                                 |           | Junkersdorf      | Dürener Straße                                     |         | |
| MCG | ?–April 1955                          | Haelen                       |                                       |                                 |           | Junkersdorf      | Dürener Straße                                     |         | |
| Adm Pers Main d´Œuvre Civile                                                                                                   | 1958 -- ?                             | Haelen                       |                                       |                                 |           | Junkersdorf      | Dürener Straße                                     |         | |
| Liaison AIR SOL (LuM) | 1958 -- ?                             | Haelen                       |                                       |                                 |           | Junkersdorf      | Dürener Straße                                     |         | |
| 1 Lanciers | 1946 – Jan. 1947                      | Haelen                       |                                       |                                 |           | Junkersdorf      | Dürener Straße                                     |         | |
| 17 TTr | ? – 1989 --?                          | Haelen                       |                                       |                                 |           | Junkersdorf      | Dürener Straße                                     |         | |
| EM de la force d´ Intervention                                                                                                 | 1996                                  | Haelen                       |                                       |                                 |           | Junkersdorf      | Dürener Straße                                     |         | |
| Para Cie GVP/ESR | 1. Sept. 1961 – 2. Juni 1969          | Kamp Schmitz                 |                                       |                                 |           | Müngersdorf      | im Gebiet der heutigen Sporthochschule Müngersdorf |         | |
| 12 Linie | 1. Sept. 1961 – 2. Juni 1969          | Knesselaere                  |                                       |                                 |           | Longerich        | Militärringstraße                                  |         | erhalten, genutzt als Lüttich-Kaserne der Bundeswehr |
| 1 Cyclisten | 5. April 1956 – Febr. 1957            | Knesselaere                  |                                       |                                 |           | Longerich        | Militärringstraße                                  |         | |
| 17 Rijdende Artillerie | 1951–1956                             | Knesselaere                  |                                       |                                 |           | Longerich        | Militärringstraße                                  |         | |
| 43 Artillerie | 1951–1961                             | Knesselaere                  |                                       |                                 |           | Longerich        | Militärringstraße                                  |         | |
| Musique 7 Bde Inf | 5 April 1956 -- ?                     | Knesselaere                  |                                       |                                 |           | Longerich        | Militärringstraße                                  |         | |
| 1 AAOD | 1958 -- ?                             | Knesselaere                  |                                       |                                 |           | Longerich        | Militärringstraße                                  |         | |
| 3 AACRD | 1958 -- ?                             | Knesselaere                  |                                       |                                 |           | Longerich        | Militärringstraße                                  |         | |
| QG + Batterie QG 1 Groupement Antiaérien                                                                                       | 1958 -- ?                             | Knesselaere                  |                                       |                                 |           | Longerich        | Militärringstraße                                  |         | |
| 1 Guides | April 1951 – Juni 1955                | Klerken                      |                                       |                                 |           | Ossendorf        | Butzweiler Straße                                  |         | 1995–1999 Abriss nicht erhaltungsfähiger Gebäude bzw. nicht denkmalgeschützte Bauten (Lagerhallen/Garagen)…Renovierung der denkmalgeschützten Unterkunftsgebäude und Bebauung der freigewordenen Flächen zu Ein-/und Mehrfamilienhäusern |
| 1Cyclisten | 15. März 1951–1953                    | Klerken                      |                                       |                                 |           | Ossendorf        | Butzweiler Straße                                  |         | |
| 31 Artillerie | 1951–1952                             | Klerken                      |                                       |                                 |           | Ossendorf        | Butzweiler Straße                                  |         | |
| 32 Artillerie | 1946 – Dez. 1948                      | Klerken                      |                                       |                                 |           | Ossendorf        | Butzweiler Straße                                  |         | |
| 4 Bn Log | ? – 1994                              | Klerken                      |                                       |                                 |           | Ossendorf        | Butzweiler Straße                                  |         | |
| 10 Cie Tpt | 1969 – Sept. 1986                     | Klerken                      |                                       |                                 |           | Ossendorf        | Butzweiler Straße                                  |         | |
| 4 Bn Tpt | 1. Dezember 1951 – 12.1955            | Klerken                      |                                       |                                 |           | Ossendorf        | Butzweiler Straße                                  |         | |
| 20 Bn Ord/Log | 1958–1995                             | Klerken                      |                                       |                                 |           | Ossendorf        | Butzweiler Straße                                  |         | |
| 17 Cie Transports lourds Hy | 25. Oktober 1963–1994                 | Klerken                      |                                       |                                 |           | Ossendorf        | Butzweiler Straße                                  |         | |
| 1 MCG | April 1955–1995                       | Klerken                      |                                       |                                 |           | Ossendorf        | Butzweiler Straße                                  |         | |
| 2 Cie Amb | 15. März 1952–1995                    | Klerken                      |                                       |                                 |           | Ossendorf        | Butzweiler Straße                                  |         | |
| 6 Cie MP | 1953–1995                             | Klerken                      |                                       |                                 |           | Ossendorf        | Butzweiler Straße                                  |         | |
| 1 Génie | 1949–1956                             | Klerken                      |                                       |                                 |           | Ossendorf        | Butzweiler Straße                                  |         | |
| 130 Cie Hab | ? – 1995                              | Klerken                      |                                       |                                 |           | Ossendorf        | Butzweiler Straße                                  |         | |
| 4 Ord Atelier | 1950                                  | Klerken                      |                                       |                                 |           | Ossendorf        | Butzweiler Straße                                  |         | |
| Peloton QM Magazin de Couchage                                                                                                 | 1958 -- ?                             | Klerken                      |                                       |                                 |           | Ossendorf        | Butzweiler Straße                                  |         | |
| 201 Cie Ord | 1958 -- ?                             | Klerken                      |                                       |                                 |           | Ossendorf        | Butzweiler Straße                                  |         | |
| 19 Cie Tpt | ?…….März 1955                         | Klerken                      |                                       |                                 |           | Ossendorf        | Butzweiler Straße                                  |         | |
| 3 Cie GSO | 1955 -- ?                             | Klerken                      |                                       |                                 |           | Ossendorf        | Butzweiler Straße                                  |         | |
| Para Cie GVP/ESR | 1. Sept. 1961 – 2. Juni 1969          | Klerken                      |                                       |                                 |           | Ossendorf        | Butzweiler Straße                                  |         | |
| 5 Sec Travaux du Génie | 1958 -- ?                             | Klerken                      |                                       |                                 |           | Ossendorf        | Butzweiler Straße                                  |         | |
| 17 Cie Tpt | 1. Dez. 1951 – Dez. 1955              | Klerken                      |                                       |                                 |           | Ossendorf        | Butzweiler Straße                                  |         | |
| 33 Bn Artillerie | Juli 1956 -- Juli 1959                | Klerken                      |                                       |                                 |           | Ossendorf        | Butzweiler Straße                                  |         | |
| 110 QM Boulangerie | 1958.. ?                              | Klerken                      |                                       |                                 |           | Ossendorf        | Butzweiler Straße                                  |         | |
| 130 Cie QM Réparation | 1958 -- ?                             | Klerken                      |                                       |                                 |           | Ossendorf        | Butzweiler Straße                                  |         | |
| 1 Cie Tpt | 1949 -- ?                             | Klerken                      |                                       |                                 |           | Ossendorf        | Butzweiler Straße                                  |         | |
| Comdt 1 Cie Rav | 1949 -- ?                             | Klerken                      |                                       |                                 |           | Ossendorf        | Butzweiler Straße                                  |         | |
| Boulangerie de Campagne | 1949 -- ?                             | Klerken                      |                                       |                                 |           | Ossendorf        | Butzweiler Straße                                  |         | |
| 1 Pon de Transport Citernes | 1949 -- ?                             | Klerken                      |                                       |                                 |           | Ossendorf        | Butzweiler Straße                                  |         | |
| Pon Tpt sanitaire | 1949 -- ?                             | Klerken                      |                                       |                                 |           | Ossendorf        | Butzweiler Straße                                  |         | |
| BPS 5 Militärpost | 1949 -- ?                             | Klerken                      |                                       |                                 |           | Ossendorf        | Butzweiler Straße                                  |         | |
| Atelier d´Ord AO | 1949 -- ?                             | Klerken                      |                                       |                                 |           | Ossendorf        | Butzweiler Straße                                  |         | |
| QG/Batt QG Artillerie 1 BE Corps                                                                                               | 1958 -- ?                             | Klerken                      |                                       |                                 |           | Ossendorf        | Butzweiler Straße                                  |         | |
| Service Militaires des Postes et colis                                                                                         | 1958 -- ?                             | Klerken                      |                                       |                                 |           | Ossendorf        | Butzweiler Straße                                  |         | |
| Muziek 1 BE Korps | 1958 – 1. Okt. 1986                   | Klerken                      |                                       |                                 |           | Ossendorf        | Butzweiler Straße                                  |         | |
| 21 Bn TTr | Juli 1960 – Okt. 1963                 | Klerken                      |                                       |                                 |           | Ossendorf        | Butzweiler Straße                                  |         | |
| HK 17 Groupement Blindé | April 1951 – Nov. 1952                | Klerken                      |                                       |                                 |           | Ossendorf        | Butzweiler Straße                                  |         | |
| 60 Cie RASC | März 1951 – Dez. 1951                 | Klerken                      |                                       |                                 |           | Ossendorf        | Butzweiler Straße                                  |         | |
| 1 Karabiniers | 1949–1951                             | Klerken                      |                                       |                                 |           | Ossendorf        | Butzweiler Straße                                  |         | |
| 4 Cie RASC | ?                                     | Klerken                      |                                       |                                 |           | Ossendorf        | Butzweiler Straße                                  |         | |
| 4 Genie | März 1947 – Juni 1947                 | Klerken                      |                                       |                                 |           | Ossendorf        | Butzweiler Straße                                  |         | |
| 106 Cie Rav | 1994                                  | Klerken                      |                                       |                                 |           | Ossendorf        | Butzweiler Straße                                  |         | |
| 1 Comdt REME/CB | 1949 -- ?                             | Moorslede                    |                                       |                                 |           | Dellbrück        | Bergisch-Gladbacher Straße                         |         | teilweise erhalten, genutzt als Gewerbegebiet |
| 1 Cie REME | 1949 -- ?                             | Moorslede                    |                                       |                                 |           | Dellbrück        | Bergisch-Gladbacher Straße                         |         | |
| 2 Sec de Travaux du Genie | 1949–1958 -- ?                        | Moorslede                    |                                       |                                 |           | Dellbrück        | Bergisch-Gladbacher Straße                         |         | |
| 1 Cie Tpt/RASC | 1949 --?                              | Moorslede                    |                                       |                                 |           | Dellbrück        | Bergisch-Gladbacher Straße                         |         | |
| 1 Bn Genie | 1949–1952                             | Moorslede                    |                                       |                                 |           | Dellbrück        | Bergisch-Gladbacher Straße                         |         | |
| 22 Cie REME Moyenne | 1949 -- ?                             | Moorslede                    |                                       |                                 |           | Dellbrück        | Bergisch-Gladbacher Straße                         |         | |
| 2 Artillerie | 7 Okt. 1946–1949                      | Moorslede                    |                                       |                                 |           | Dellbrück        | Bergisch-Gladbacher Straße                         |         | |
| 3 Artillerie | 23 Jan. 1963 – 7. Juli 1969           | Moorslede                    |                                       |                                 |           | Dellbrück        | Bergisch-Gladbacher Straße                         |         | |
| 73 Artillerie | 1961–1964                             | Moorslede                    |                                       |                                 |           | Dellbrück        | Bergisch-Gladbacher Straße                         |         | |
| 10 Cie Tpt | 1960 -- ?                             | Moorslede                    |                                       |                                 |           | Dellbrück        | Bergisch-Gladbacher Straße                         |         | |
| 21 TTr | 1960–?                                | Moorslede                    |                                       |                                 |           | Dellbrück        | Bergisch-Gladbacher Straße                         |         | |
| Génie Point de Ravitaillement, 1Peloton                                                                                        | April 1956–1957                       | Moorslede                    |                                       |                                 |           | Dellbrück        | Bergisch-Gladbacher Straße                         |         | |
| 12 Cie Tpt | 26. März 1960 – 07.1965               | Moorslede                    |                                       |                                 |           | Dellbrück        | Bergisch-Gladbacher Straße                         |         | |
| 2 Bn Tpt | 1960 -- ?                             | Moorslede                    |                                       |                                 |           | Dellbrück        | Bergisch-Gladbacher Straße                         |         | |
| 6 Bn Génie | Nov. 1951 – Aug. 1952, Aug. 1969–1992 | Moorslede                    |                                       |                                 |           | Dellbrück        | Bergisch-Gladbacher Straße                         |         | |
| 1 Hopital Chir Mobile | 1962–1992                             | Moorslede                    |                                       |                                 |           | Dellbrück        | Bergisch-Gladbacher Straße                         |         | |
| 16 Bn Med | 1. Juli 1960–?                        | Moorslede                    |                                       |                                 |           | Dellbrück        | Bergisch-Gladbacher Straße                         |         | |
| 201 Cie Mat |                                       | Moorslede                    |                                       |                                 |           | Dellbrück        | Bergisch-Gladbacher Straße                         |         | |
| 1 Gpt Gevechts Génie |                                       | Moorslede                    |                                       |                                 |           | Dellbrück        | Bergisch-Gladbacher Straße                         |         | |
| 2 Artillerie | 1948–1949                             | Moorslede                    |                                       |                                 |           | Dellbrück        | Bergisch-Gladbacher Straße                         |         | |
| 1 REME | Sept. 1949 --?                        | Moorslede                    |                                       |                                 |           | Dellbrück        | Bergisch-Gladbacher Straße                         |         | |
| QG/Cie QG Trains 16 Div | 1952–1958 --?                         | Moorslede                    |                                       |                                 |           | Dellbrück        | Bergisch-Gladbacher Straße                         |         | |
| 16 Bn Ord/Cie A | 1952–1958 --?                         | Moorslede                    |                                       |                                 |           | Dellbrück        | Bergisch-Gladbacher Straße                         |         | |
| 15 Cie Tpt | 1952 – Sept. 1954                     | Moorslede                    |                                       |                                 |           | Dellbrück        | Bergisch-Gladbacher Straße                         |         | |
| Cie Services Généraux 16 Bn QM                                                                                                 | 1952 --?                              | Moorslede                    |                                       |                                 |           | Dellbrück        | Bergisch-Gladbacher Straße                         |         | |
| 220 Cie Ord | 1952 --?                              | Moorslede                    |                                       |                                 |           | Dellbrück        | Bergisch-Gladbacher Straße                         |         | |
| 16 Cie MP/PM Peloton A | 1952 --?                              | Moorslede                    |                                       |                                 |           | Dellbrück        | Bergisch-Gladbacher Straße                         |         | |
| 16 Cie MP/PM Peloton B | 1953 --?                              | Moorslede                    |                                       |                                 |           | Dellbrück        | Bergisch-Gladbacher Straße                         |         | |
| 4Cie Pontage en formation | ? – 1953                              | Moorslede                    |                                       |                                 |           | Dellbrück        | Bergisch-Gladbacher Straße                         |         | |
| 1 Cie ASSU Air Sol Support Unit                                                                                                | Jan. 1954–?                           | Moorslede                    |                                       |                                 |           | Dellbrück        | Bergisch-Gladbacher Straße                         |         | |
| 5 Bn TTr Sec d´Ecoute | 1954                                  | Moorslede                    |                                       |                                 |           | Dellbrück        | Bergisch-Gladbacher Straße                         |         | |
| 35 Artillerie | Dez 1956 – Juli 1959                  | Moorslede                    |                                       |                                 |           | Dellbrück        | Bergisch-Gladbacher Straße                         |         | |
| 16 Bn QM | 1958 -- ?                             | Moorslede                    |                                       |                                 |           | Dellbrück        | Bergisch-Gladbacher Straße                         |         | |
| 4 Bn Génie | 15. April 1950 – 07.1951              | Moorslede                    |                                       |                                 |           | Dellbrück        | Bergisch-Gladbacher Straße                         |         | |
| 80e Batterie Artillerie | 1969 -- ?                             | Moorslede                    |                                       |                                 |           | Dellbrück        | Bergisch-Gladbacher Straße                         |         | |
| 75 Artillerie | April 1959 – Febr. 1969               | Moorslede                    |                                       |                                 |           | Dellbrück        | Bergisch-Gladbacher Straße                         |         | |
| 15 Cie Ord | 1960–1969                             | Moorslede                    |                                       |                                 |           | Dellbrück        | Bergisch-Gladbacher Straße                         |         | |
| 61 Cie RASC | März 1951 – Dez. 1951                 | Moorslede                    |                                       |                                 |           | Dellbrück        | Bergisch-Gladbacher Straße                         |         | |
| 80 Bat Artillerie (Obs.) | 06.1989 – 1990                        | Moorslede                    |                                       |                                 |           | Dellbrück        | Bergisch-Gladbacher Straße                         |         | |
| 14 Artillerie | Jan. 1963 – März 1963                 | Moorslede                    |                                       |                                 |           | Dellbrück        | Bergisch-Gladbacher Straße                         |         | |
| 1 Pel. D.E.A. Détections Explosions Atomiques                                                                                  | März 1951 – Dez. 1951                 | Moorslede                    |                                       |                                 |           | Dellbrück        | Bergisch-Gladbacher Straße                         |         | |
| 6 Artillerie | 1948–1949                             | Moorslede                    |                                       |                                 |           | Dellbrück        | Bergisch-Gladbacher Straße                         |         | |
| 5e Bn de Genie | 17. September 1951–?                  | Moorslede                    |                                       |                                 |           | Dellbrück        | Bergisch-Gladbacher Straße                         |         | |
| 12e Bn de Genie | 09.1952 – 1953                        | Moorslede                    |                                       |                                 |           | Dellbrück        | Bergisch-Gladbacher Straße                         |         | |
| 101 Peloton QM Rav | 1958 -- ?                             | Olt Holm                     |                                       |                                 |           | Niehl            | Geestemünder Straße                                |         | abgerissen, Gewerbegebiet |
| 102 Peloton QM Rav | 1958 -- ?                             | Olt Holm                     |                                       |                                 |           | Niehl            | Geestemünder Straße                                |         | |
| 4 Bn Tpt Etat major | Dez. 1955–1958 -- ?                   | Olt Holm                     |                                       |                                 |           | Niehl            | Geestemünder Straße                                |         | |
| 17 Cie Tpt | Dez. 1955–1958 -- ?                   | Olt Holm                     |                                       |                                 |           | Niehl            | Geestemünder Straße                                |         | |
| 160 Cie QM | April 1957 -- ?                       | Olt Holm                     |                                       |                                 |           | Niehl            | Geestemünder Straße                                |         | |
| QG + Cie QG 1 Groupement QM | 1958 -- ?                             | Olt Holm                     |                                       |                                 |           | Niehl            | Geestemünder Straße                                |         | |
| 18 Bn Log | 1. Dez. 1951–1960                     | Olt Holm                     |                                       |                                 |           | Niehl            | Geestemünder Straße                                |         | |
| 12 Bn Log | 1975–1995                             | Olt Holm                     |                                       |                                 |           | Niehl            | Geestemünder Straße                                |         | |
| 119 KwMstr Zware Ketelwegens                                                                                                   | 1958–1963                             | Olt Holm                     |                                       |                                 |           | Niehl            | Geestemünder Straße                                |         | |
| 19 Cie Tpt | 1954 -- ?                             | Olt Holm                     |                                       |                                 |           | Niehl            | Geestemünder Straße                                |         | |
| 171 Cie KwMstr | 1956 -- ?                             | Olt Holm                     |                                       |                                 |           | Niehl            | Geestemünder Straße                                |         | |
| 10 Cie Rav | 1960 -- ?                             | Olt Holm                     |                                       |                                 |           | Niehl            | Geestemünder Straße                                |         | |
| 12 Cie zwar Tpt | 07.1965 – 1. Juni 1999                | Olt Holm                     |                                       |                                 |           | Niehl            | Geestemünder Straße                                |         | |
| BMRS/ENBR:Belgisch Maritiem Rijn Smaldeel / Escadrille Navale Belge du Rhin (Rijnflotille/La Flottille du Rhin/Rheinflottille) | 1953–1960                             | Olt Holm / Niehler Hafen     |                                       |                                 |           | Niehl            | Geestemünder Straße / Am Molenkopf                 |         | |
| 1 Pon de stockage de caburants                                                                                                 | 1949 -- ?                             | Shell Depot                  |                                       |                                 |           | Niehl            | Niehler Hafen                                      |         | |
| 20 Artillerie | 8. Dez. 1961 – 11. Aug. 1962          | Nieuwpoort                   |                                       |                                 |           | Westhoven        | Kölner Straße                                      |         | weitestgehend erhalten, genutzt als Kaserne Mudra der Bundeswehr |
| 119 KwMstr Zware Ketelwagens                                                                                                   | 1963–1969                             | Nieuwpoort                   |                                       |                                 |           | Westhoven        | Kölner Straße                                      |         | |
| 14 Cie Génie | März 1960 – Aug. 1962                 | Nieuwpoort                   |                                       |                                 |           | Westhoven        | Kölner Straße                                      |         | |
| 16 Cie MP/PM Peloton B | 1953 --?                              | Nieuwpoort                   |                                       |                                 |           | Westhoven        | Kölner Straße                                      |         | |
| 1 Cie Légère d´Engins du Génie+ 1 Cie de Pontage                                                                               | 1954–1958 -- ?                        | Nieuwpoort                   |                                       |                                 |           | Westhoven        | Kölner Straße                                      |         | |
| 119 KwMstr Zware Ketelwagens                                                                                                   | 1963–1969                             | Nieuwpoort                   |                                       |                                 |           | Westhoven        | Kölner Straße                                      |         | |
| EM du 1 Groupement de Combat du Génie                                                                                          | 1954–1958 -- ?                        | Nieuwpoort                   |                                       |                                 |           | Westhoven        | Kölner Straße                                      |         | |
| 119 KwMstr Zware Ketelwagens                                                                                                   | 1963–1969                             | Nieuwpoort                   |                                       |                                 |           | Westhoven        | Kölner Straße                                      |         | |
| 5 Bn Génie | 02.1952 – 1. August 1960              | Nieuwpoort                   |                                       |                                 |           | Westhoven        | Kölner Straße                                      |         | |
| 81 Equipe de Destruction d´Engins Explosifs                                                                                    | 1954–1958 -- ?                        | Nieuwpoort                   |                                       |                                 |           | Westhoven        | Kölner Straße                                      |         | |
| 116 Equipe de Destruction d´Engins Explosifs                                                                                   | 1954–1958 -- ?                        | Nieuwpoort                   |                                       |                                 |           | Westhoven        | Kölner Straße                                      |         | |
| 14 Artillerie | 1. März 1963 bis 17. August 1964      | Nieuwpoort                   |                                       |                                 |           | Westhoven        | Kölner Straße                                      |         | |
| 3 Génie | 1969–1995                             | Adjt Brasseur                |                                       |                                 |           | Westhoven        | Kölner Straße / In der Westhovener Aue             |         | vollständiger Abriss 2012 |
| 68 Génie | 1960–1990                             | Adjt Brasseur                |                                       |                                 |           | Westhoven        | Kölner Straße / In der Westhovener Aue             |         | |
| 67 Génie | 7. Juli 1964 – 18. Nov. 1968          | Adjt Brasseur                |                                       |                                 |           | Westhoven        | Kölner Straße / In der Westhovener Aue             |         | |
| 2 Esk 2 JP | 1991–1995                             | Adjt Brasseur                |                                       |                                 |           | Westhoven        | Kölner Straße / In der Westhovener Aue             |         | |
| 81 Equipe de l’Ord Bomb Disposal                                                                                               | 1954–1958 -- ?                        | Adjt Brasseur                |                                       |                                 |           | Westhoven        | Kölner Straße / In der Westhovener Aue             |         | |
| 116 Equipe de l´Ord Bomb Disposal                                                                                              | 1954–1958 -- ?                        | Adjt Brasseur                |                                       |                                 |           | Westhoven        | Kölner Straße / In der Westhovener Aue             |         | |
| 4 Bn Génie | 1952 – 19. Sept. 1963                 | Adjt Brasseur                |                                       |                                 |           | Westhoven        | Kölner Straße / In der Westhovener Aue             |         | |
| EM du groupement de Genie | 26. März 1955                         | Adjt Brasseur                |                                       |                                 |           | Westhoven        | Kölner Straße / In der Westhovener Aue             |         | |
| 119 KwMstr Zware Ketelwagens                                                                                                   | 1963–1969                             | Adjt Brasseur                |                                       |                                 |           | Westhoven        | Kölner Straße / In der Westhovener Aue             |         | |
| 1 Cie Pont | 1966–1967                             | Adjt Brasseur                |                                       |                                 |           | Westhoven        | Kölner Straße / In der Westhovener Aue             |         | |
| 1 Génie | 1956–1994                             | Passendaele                  | Unterkunft für Flüchtlinge, 1994–2005 |                                 |           | Westhoven        | Porzer Ringstraße                                  |         | vollständiger Abriss 2005 |
| 15 Génie | Aug. 1960–1990                        | Passendaele                  | Unterkunft für Flüchtlinge, 1994–2005 |                                 |           | Westhoven        | Porzer Ringstraße                                  |         | |
| 5 Cie Brug EW BB (Pont) | Dez. 1960 – Juli 1964                 | Passendaele                  |                                       |                                 |           | Westhoven        | Porzer Ringstraße                                  |         | |
| 1 Cie Kipwagens | 17. Sept. 1951 – 1. Jan. 1958         | Passendaele                  |                                       |                                 |           | Westhoven        | Porzer Ringstraße                                  |         | |
| 67 Génie | 19. Nov. 1968–28. Aug. 1978           | Passendaele                  |                                       |                                 |           | Westhoven        | Porzer Ringstraße                                  |         | |
| 1 Cie Légère d´Engins du Génie+ 1 Cie de Pontage                                                                               | 12. – 14. April 1954                  | Passendaele                  |                                       |                                 |           | Westhoven        | Porzer Ringstraße                                  |         | |
| 119 KwMstr Zware Ketelwagens                                                                                                   | 1963–1969                             | Passendaele                  |                                       |                                 |           | Westhoven        | Porzer Ringstraße                                  |         | |
| 1 Cie Génie Engins Bennes | 1954–1958 -- ?                        | Passendaele                  |                                       |                                 |           | Westhoven        | Porzer Ringstraße                                  |         | |
| 116 Equipe de l’Ord Bomb Disposal                                                                                              | 1954–1958 -- ?                        | Passendaele                  |                                       |                                 |           | Westhoven        | Porzer Ringstraße                                  |         | |
| 12 Bn Génie | 1953 – 15. Dezember 1956              | Passendaele                  |                                       |                                 |           | Westhoven        | Porzer Ringstraße                                  |         | |
| 16 Cie Genie |                                       | Passendaele                  |                                       |                                 |           | Westhoven        | Porzer Ringstraße                                  |         | |
| Infirmerie de FBA/BSD | 1952                                  |                              |                                       |                                 |           | Westhoven        |                                                    |         | |
| Génie Point Ravitaillement 3 Peloton                                                                                           | April 1956 – Aug. 1957                |                              |                                       |                                 |           | Westhoven        |                                                    |         | |
| 1 Lichte Cie Werktuigen Génie                                                                                                  | Dez. 1951–1954                        |                              |                                       |                                 |           | Westhoven        |                                                    |         | |
| 1 Lichte Cie Geniewerktuigen                                                                                                   | 1954 -- ?                             |                              |                                       |                                 |           | Westhoven        |                                                    |         | |
| Gn Cdo Interventiemacht | 1960 -- ?                             |                              |                                       |                                 |           | Westhoven        |                                                    |         | |
| 16.Air OP | 1946–1947                             | ehemalige Wehrmachtsbaracken |                                       |                                 |           | Fühlingen        | Fühlinger See                                      |         | vollständig abgerissen |
| 6 Pi Bn | 1951–1965/66?                         | Camp General Leman           |                                       |                                 |           | Fühlingen        | Fühlinger See                                      |         | |
| 3 Pon Substances | 1949 -- ?                             |                              |                                       |                                 |           | Braunsfeld       |                                                    |         | |
| B..Mv..A. | 1949                                  |                              |                                       |                                 |           | Marienburg       |                                                    |         | |
| Auditorat Milit en Campagne | 1958–2003                             | Villa Vorster                |                                       |                                 |           | Marienburg       |                                                    |         | erhalten |
| Dir Général+ Regionale CMC/MHK                                                                                                 | 1958 -- ?                             |                              |                                       |                                 |           | Marienburg       |                                                    |         | |
| 1Cie Transit | 1958 -- ?                             |                              |                                       |                                 |           | Marienburg       |                                                    |         | |
| 1 Sec Médicine Préventive | 1958 -- ?                             |                              |                                       |                                 |           | Marienburg       |                                                    |         | |
| Auditorat Milit de Campagne | 1949 -- ?                             |                              |                                       |                                 |           | Lindenthal       |                                                    |         | |
| Dir CMC/MHK | 1949 -- ?                             |                              |                                       |                                 |           | Klettenberg      | Suelzburgerstr. 144                                |         | |
| 1 Dir régionale C.M./A.O | 1949 -- ?                             |                              |                                       |                                 |           | Bayenthalgürtel  |                                                    |         | |
| 6 Cie MT – 5+6 Sec | 1949 -- ?                             |                              |                                       |                                 | Sonstige  | Lütticherstr. 57 |                                                    |         | |
| Militair Hospital Keulen | 1951–1995                             |                              |                                       |                                 |           | Sonstige         | Ottostraße                                         |         | teilweise erhalten, Wohnkomplex |
| Club Astoria |                                       |                              |                                       |                                 |           | Lindenthal       | Adenauerweiher                                     |         | erhalten, private Nutzung als Restaurant |
| DCV/BSD – SCL/FBA | 1970–2001                             | Bensberg-Dellbrück-Spich     |                                       | Dienst Kultur und Wehrbetreuung |           |                  |                                                    |         | |

### Bundeswehr
(Angaben weitgehend übernommen aus Liste der Bundeswehrstandorte in Deutschland)

#### Kasernen
- Luftwaffenkaserne Wahn
- Konrad-Adenauer-Kaserne (Köln-Raderthal)
- Flugbereitschaft des Bundesministeriums der Verteidigung (Lw)
- Lüttich-Kaserne (Köln-Longerich)
- Gereon-Kaserne (Köln-Westhoven)

Durch die Bundeswehrreform verlor die Stadt Köln 2011/2012 ungefähr 2200 Dienstposten der Bundeswehr.
Frühere Kasernen:
- Urbach, Kaiserstraße
- Kaserne Butzweilerhof

#### Einheiten, Einrichtungen und Dienststellen
Die eigentliche Geschichte des Heeres und der Bundeswehr beginnt 1955. Die ersten Soldaten des Heeres traten am 12. November 1955 ihren Dienst in Andernach an. Im April 1957 wurden die ersten Wehrpflichtigen einberufen. Nicht aufgeführt sind Bunker und Sendeeinrichtungen.

##### Aktiv
| Einheiten                                                     | Stationierungszeit   | Kaserne                               | Baujahr   | Umbenennungen/en                                      | Umbau/ten | Stadtteil  | Straße            | Bild/er | Zustand |
| ------------------------------------------------------------- | -------------------- | ------------------------------------- | --------- | ----------------------------------------------------- | --------- | ---------- | ----------------- | ------- | ------- |
| Bundesamt für das Personalmanagement der Bundeswehr (P)       | seit 2012            | Lüttich-Kaserne                       |           |                                                       |           | Longerich  | Militärringstraße |         |         |
| Bundesamt für das Personalmanagement der Bundeswehr (P)       | seit 2012            | Gereon-Kaserne                        | 1937–1938 | 1951–1965: Nieuwpoort-Kaserne 1965–2022 Mudra-Kaserne |           | Westhoven  | Kölner Straße     |         |         |
| Bundesamt für das Personalmanagement der Bundeswehr (P)       | seit 2012            | Liegenschaft des ehemaligen KWEA Köln |           |                                                       |           | Raderthal  | Brühler Straße    |         |         |
| Flugbereitschaft des Bundesministeriums der Verteidigung (Lw) | seit 1957            | Fliegerhorst Köln-Wahn                |           |                                                       |           | Wahn       | Flughafenstraße   |         |         |
| Luftfahrtamt der Bundeswehr (Lw)                              | seit 2014            | Luftwaffenkaserne                     |           |                                                       |           | Wahn       | Flughafenstraße   |         |         |
| Luftwaffentruppenkommando (Lw)                                | seit 2015            | Luftwaffenkaserne                     |           |                                                       |           | Wahn       | Flughafenstraße   |         |         |
| Führungsunterstützungszentrum der Luftwaffe (Lw)              | seit 2016            | Fliegerhorst Köln-Wahn                |           |                                                       |           | Wahn       | Flughafenstraße   |         |         |
| Sanitätsunterstützungszentrum (ZSan)                          | seit 2015            | Luftwaffenkaserne                     |           |                                                       |           | Wahn       | Flughafenstraße   |         |         |
| Bundeswehr-Dienstleistungszentrum Köln (IUD)                  | seit 2005            | Luftwaffenkaserne                     |           |                                                       |           | Wahn       | Flughafenstraße   |         |         |
| Bundeswehrfeuerwehr Köln (IUD)                                | seit 2013            | Luftwaffenkaserne                     |           |                                                       |           | Wahn       | Flughafenstraße   |         |         |
| Amt für Heeresentwicklung                                     | seit 2013            | Konrad-Adenauer-Kaserne               |           |                                                       |           | Raderthal  | Brühler Straße    |         |         |
| Bundesamt für den Militärischen Abschirmdienst                | seit 30. Januar 1956 | Konrad-Adenauer-Kaserne               |           |                                                       |           | Raderthal  | Brühler Straße    |         |         |
| Bundeswehrfachschule Köln (P)                                 | seit 1958            |                                       |           |                                                       |           | Raderthal  | Kardorfer Straße  |         |         |
| Bundeswehrfachschulbetreuungsstelle Köln Köln (SKB)           | seit 2004            |                                       |           |                                                       |           | Marienburg | Lindenallee 61    |         |         |
| Sportfördergruppe der Bundeswehr                              | seit 1970            | Lüttich-Kaserne                       |           |                                                       |           | Longerich  | Militärringstraße |         |         |

##### Ehemals
| Einheiten                                                            | Stationierungszeit | Kaserne                       | Baujahr | Umbenennungen/en | Umbau/ten | Stadtteil | Straße            | Bild/er | Zustand |
| -------------------------------------------------------------------- | ------------------ | ----------------------------- | ------- | ---------------- | --------- | --------- | ----------------- | ------- | ------- |
| MilGeo-Dienst der Luftwaffe                                          | bis 1992           | Kaserne Urbach                |         |                  |           | Urbach    | Kaiserstraße      |         |         |
| MilGeo-Dienst der Luftwaffe                                          | 1995 bis 2002      | Luftwaffenkaserne             | 1905    |                  |           | Wahn      | Flughafenstraße   |         |         |
| Fernmeldeausbildungsverband 70                                       | 1967 – 1977        | Lüttich-Kaserne               |         |                  |           | Longerich | Militärringstraße |         |         |
| Schule für Personal in integrierter Verwendung                       | 1977 – 2004        | Lüttich-Kaserne               |         |                  |           | Longerich | Militärringstraße |         |         |
| Luftwaffenführungskommando                                           | 1994 – 2013        | Luftwaffenkaserne             |         |                  |           | Wahn      |                   |         |         |
| Luftwaffenamt                                                        | 1956 – 2013        | Fliegerhorst Köln-Wahn        |         |                  |           | Wahn      | Flughafenstraße   |         |         |
| Heeresamt                                                            | 1956 – 2013        | Konrad-Adenauer-Kaserne       |         |                  |           | Raderthal | Brühler Straße    |         |         |
| Stammdienststelle der Bundeswehr                                     | 2006 – 2012        | Lüttich-Kaserne               |         |                  |           | Longerich | Militärringstraße |         |         |
| Personalamt der Bundeswehr                                           | 1997 – 2013        | Mudra-Kaserne                 |         |                  |           | Westhoven | Kölner Straße     |         |         |
| Kreiswehrersatzamt Köln                                              | 1971 – 2012        | Konrad-Adenauer-Kaserne       |         |                  |           | Raderthal | Brühler Straße    |         |         |
| Pionierausbildungskompanie 749                                       | 1957 – 1970        | Lüttich-Kaserne               |         |                  |           | Longerich | Militärringstraße |         |         |
| schweres Pionierbataillon 716                                        | 1961 – 1969        | Lüttich-Kaserne               |         |                  |           | Longerich | Militärringstraße |         |         |
| Versorgungsbataillon 206                                             | 1959 – 1960        | Lüttich-Kaserne               |         |                  |           | Longerich | Militärringstraße |         |         |
| schweres Transportbataillon 933                                      | 1962 – 1970        | Lüttich-Kaserne               |         |                  |           | Longerich | Militärringstraße |         |         |
| Fernmelderegiment 95                                                 | 1972 – 1982        | Lüttich-Kaserne               |         |                  |           | Longerich | Militärringstraße |         |         |
| MobVorbGrp                                                           | ???                | Lüttich-Kaserne               |         |                  |           | Longerich |                   |         |         |
| Feldersatzbataillon 900 (GerEinH)                                    | 1984 – 2008        | Mudra-Kaserne                 |         |                  |           | Westhoven | Kölner Straße     |         |         |
| Feldersatzbataillon 901 (GerEinH)                                    | ??? – 2006         | Lüttich-Kaserne               |         |                  |           | Longerich | Militärringstraße |         |         |
| Lehrgruppe D der Artillerieschule; der Nukleus der Raketenartillerie | 1958               | Lüttich-Kaserne               |         |                  |           | Longerich | Militärringstraße |         |         |
| Wartime Host Nation Support (WHNS)                                   | 1982 – 1986        | Konrad-Adenauer-Kaserne       |         |                  |           | Raderthal | Brühler Straße    |         |         |
| Verteidigungskreiskommando 31                                        | 1989               | Butzweilerhof                 |         |                  |           | Ossendorf | Butzweilerstraße  |         |         |
| Reservelazarettgruppe 7311 (GerEinH)                                 | 1973 – 2007        | Lüttich-Kaserne               |         |                  |           | Longerich | Militärringstraße |         |         |
| Sektor für Informationstechnik 2                                     | 2013 – 2016        | Luftwaffenkaserne             |         |                  |           | Wahn      | Flughafenstraße   |         |         |
| Sektor für Informationstechnik 5                                     | 2002 – 2014        | Luftwaffenkaserne             |         |                  |           | Wahn      | Flughafenstraße   |         |         |
| Luftwaffenausbildungskommando                                        | 2001 – 2013        | Luftwaffenausbildungskommando |         |                  |           | Wahn      | Flughafenstraße   |         |         |
| Fachsanitätszentrum Köln-Wahn                                        | 2007 – 2015        | Luftwaffenkaserne             |         |                  |           | Wahn      | Flughafenstraße   |         |         |
| Sanitätszentrum Köln                                                 | 2004 – 2015        | Konrad-Adenauer-Kaserne       |         |                  |           | Raderthal | Brühler Straße    |         |         |
| Sanitätszentrum Köln ASt Lüttich-Kaserne                             | 2004 – 2015        | Lüttich-Kaserne               |         |                  |           | Longerich | Militärringstraße |         |         |
| Sanitätszentrum Köln ASt Mudra-Kaserne                               | 2004 – 2010        | Mudra-Kaserne                 |         |                  |           | Westhoven | Kölner Straße     |         |         |
| Feldjägerdienstkommando Köln (6./FJgBtl 730)                         | 1985 – 1989        | Konrad-Adenauer-Kaserne       |         |                  |           | Raderthal | Brühler Straße    |         |         |
| Feldjägerdienstkommando Köln (3./FJgBtl 252)                         | 1995 – 2005        | Butzweilerhof                 |         |                  |           | Ossendorf | Butzweilerstraße  |         |         |
| Transportbataillon 801                                               | 1970 – 1990        | Butzweilerhof                 |         |                  |           | Ossendorf | Butzweilerstraße  |         |         |

#### Übungsplätze
Nach dem Zweiten Weltkrieg gab es weiterhin mehrere Übungsplätze in Köln, die z. T. von mehreren Streitkräften genutzt wurden:
- Wahner Heide (Truppenübungsplatz)
- Westhovener Aue
- Nüssenberger Busch (Standortübungsplatz)
- Gelände östlich Lüttich-Kaserne bis Neusser Straße
- Gelände nördlich Kaserne Morslede
- Fühlinger See?